# Camel Trophy

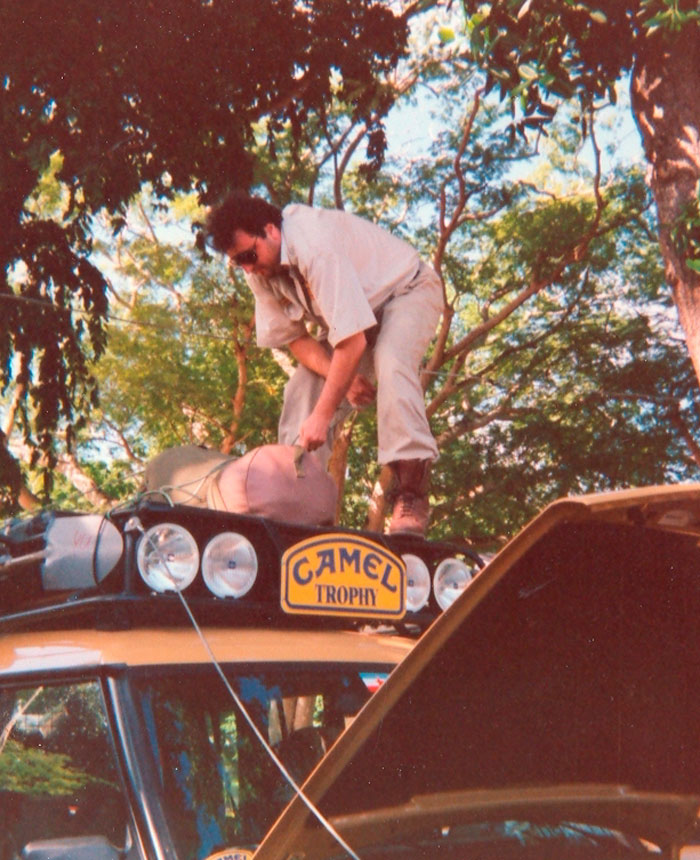
Un participante del Camel Trophy Tanzania-Burundi 1991 sobre su Land Rover. Como su nombre indicaba, la prueba transcurrió por selvas tropicales, pero también en la estepa mogola  o la nevada Tierra de Fuego.

El Camel Trophy fue un rally/aventura celebrado desde 1980 por el fabricante británico Land Rover desde 1982(no tiene relación alguna con la marca de cigarrillos rubios “camel”). En ella varios equipos de dos personas representaban a varios países y territorios en una competición de distintos deportes de aventura donde los todoterrenos tenían un protagonismo destacado. Se valoraba las dotes al volante, ingenio para superar obstáculos e incluso valor en el vadeo de ríos y otras adversidades. Con una periodicidad anual comenzó en 1980, al principio sólo en climas tropicales, y duró hasta 2000, abriéndose finalmente a otros climas y terrenos en las veinte ediciones. La distancia era variable, pero en muchas ocasiones rondó las mil millas.
En cierto modo emulaba los desafíos afrontados por militares primero durante la Segunda Guerra Mundial y civiles en varias expediciones por selvas de América o África. Se la consideró como el patrocinio y promoción de ventas más exitoso del mundo, al dar la imagen deseada por Camel de resolución, ingenio y valía personal en la naturaleza salvaje, siempre asociada con lugares exóticos y tropicales. Junto a la de Land Rover como fabricante de los vehículos elegidos para las "Olimpiadas de los 4 x 4", una ocasión de promocionar sus ventas en un nuevo nicho de mercado naciente, pero trascendió del mundo publicitario al ser considerada por varios autores como «la aventura genuina del siglo XX» mostrando a sus vehículos como «los elegidos por los aventureros del siglo XX».
El final del patrocinio se debió en primer lugar a que Land Rover alegó la orientación progresiva del Camel Trophy a otros deportes y no solo a los automóviles todoterreno. En segundo lugar al deseo de la nueva propietaria, la Japan Tobacco Inc, de enfocar su imagen más a la ropa, también debido a la menor repercusión en los medios obtenida por la última edición empleando lanchas fueraborda.
Desde un principio los organizadores pusieron énfasis en mostrar su preocupación por la naturaleza y sus acciones altruistas con las poblaciones de los respectivos itinerarios; pero también recibió numerosas críticas debido a lo agresiva que resultaba para el medio ambiente.

## Antecedentes

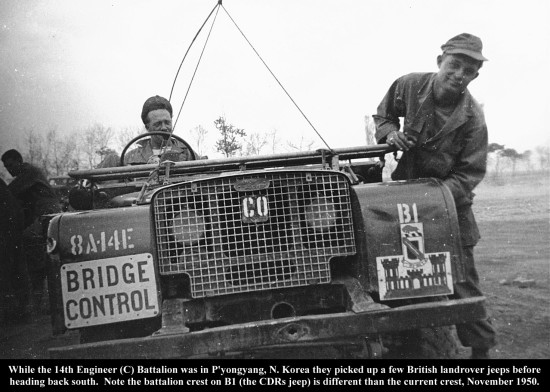
Un Land Rover en noviembre de 1950 durante la guerra de Corea. Los vehículos todo-terreno fueron utilizados en primer lugar por los militares.

Los antecedentes del Camel Trophy habría que buscarlos, según López Pastor (1998, p. 505), en las operaciones militares de la Segunda Guerra Mundial y posteriores. Los vehículos todo terreno, también llamados 4 X 4 por su tracción total, fueron un invento de los militares que los usaron masivamente durante sus campañas en las junglas asiáticas o los desiertos africanos. Los distintos ejércitos necesitaron avanzar por caminos convertidos en barrizales a causa del monzón o el simple peso de la caravana; les resultó imprescindible vadear ríos ante la falta de puentes, sortear zanjas o ingeniárselas para superar barrancos y otros obstáculos naturales. Uno de los más longevos y más útiles vehículos resultó el Jeep, para Sergio Piccione (2009, p. 34). Dicho automóvil sirvió como portacamillas, altar, mesa de planos, mesa de póker y varias funciones más, gracias a su primer volumen prácticamente plano.
Después de la Segunda Guerra Mundial se abrió otro nicho de mercado para estos todoterrenos, sobre todo en regiones tropicales, donde las infraestructuras de comunicaciones eran muy mejorables o incluso inexistentes. Aventureros como David Smithers habían propuesto utilizar aerodeslizadores en lugar de automóviles a la hora de moverse por África, indica Nigel Hawkes (1992, p. 114). Este Continente sería también escenario de películas y series de televisión como Nacida libre o Los dioses deben estar locos. En ambas los propios Land Rover aparecían como un protagonista o una herramienta de trabajo para los protagonistas, necesitados de cruzar cauces acuáticos o salir de ellos utilizando el cabrestante instalado en el morro.

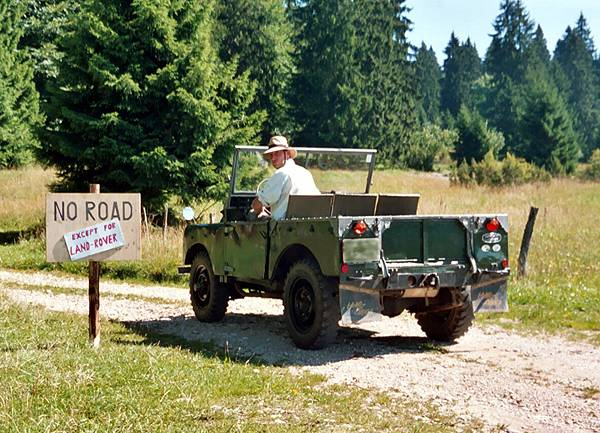
Land Rover en 1952. Varios profesionales necesitaban este tipo de automóviles para desempeñar su trabajo.

También, tras la rendición de Japón en 1945, los 4 x 4 siguieron empleándose, prosigue López Pastor (1998, p. 502), por varias grupos de profesionales para llegar mejor, o simplemente llegar, a zonas de difícil acceso, pero imprescindibles para poder realizar su trabajo, caso de naturalistas, topógrafos o geólogos. No ya en África u otros exóticos parajes, sino en montañas y bosques de países desarrollados. Sin embargo, todas estas máquinas estaban destinadas a sectores profesionales concretos.
Pasada la posguerra, en los años 70, expediciones como la Britihs Trans-Americanas y su predecesora de los años 1960 tuvieron que repetir buena parte de las acciones realizadas en la Contienda, pero esta vez tratando de atravesar la selva de Darién. Las dos misiones dejaron imágenes de todoterrenos salvando ciénagas, hombres avanzando por delante desbrozando bosques tropicales con motosierras o remontando pendientes casi verticales. En aquella ocasión la expedición tenía como fin declarado recabar información sobre la región panameña, la única parte por donde transcurre la ruta transamericana sin carretera, con el fin de facilitar un futuro proyecto que construyera dicha vía, indica Hawkes (1992, p. 96 y siguientes). Puede ser casualidad o no que la iniciativa fuese promovida por un militar también, John Blashford, quien encabezó la caravana integrada por dos los Range Rover e incluso recibieron ayuda del Fabricante y de las Fuerzas Armadas del Reino Unido, tanto antes de la prueba como durante la misma. El modelo seleccionado resultó no ser el mejor, demostrando mucha más robustez un Defender comprado de segunda mano en Panamá, más adelante se verá la relevancia del hecho. Pese a las muchas dificultades, la expedición logró llegar al extremo sur de América. Dicho intento dejó también imágenes como enganche cables a troncos, tala de árboles para construir puentes, circulación entre barro, cruce de pantanos en lanchas hinchables, etc, incluso los expedicionarios iban equipados con combustible y alimentos en previsión de no poder abastecerse durante días. Todas ellas se repetirán en mayor o menor medida en el Camel Trophy.
Por otra parte, con fines deportivos se llevaban celebrando pruebas automovilísticas campo a través o por caminos desde los años 1960. La Baja 500 se comenzó a disputar en 1969 y el año anterior al primer Camel Trophy Thierry Sabine había organizado la primera edición del Rally París-Dakar que salió desde París en 1979. En estas y otras pruebas similares contaba el manejo de los vehículos por terrenos difíciles y la capacidad de orientación, hasta la entrada del posicionamiento por satélite, pero sobre todo las dotes de conducción a gran velocidad por terreno accidentado; no así el ingenio para superar obstáculos creados por la Naturaleza o la organización.
Sin embargo las pruebas de motor eran muy conocidas a finales de 1970. El éxito de la promoción/patrocinio radicó en aunar todas las aspiraciones de los distintos patrocinadores, logrando beneficiarlos a todos durante años; pese a que todas estas acciones venían motivadas por problemáticas y políticas diferentes. Cada protagonista convergió desde un punto de partida diferente, esta era la situación de los mismos a finales de los años setenta: Según la lista de pruebas similares al Camel Trophy recogidas por Proctor (2011, p. 92 y siguientes) hacia finales de los años 1960, existían o habían existido más de setenta competiciones de motor patrocinadas por distintas empresas de tabaco.

### Situación de la tabacalera R. J. Reynolds

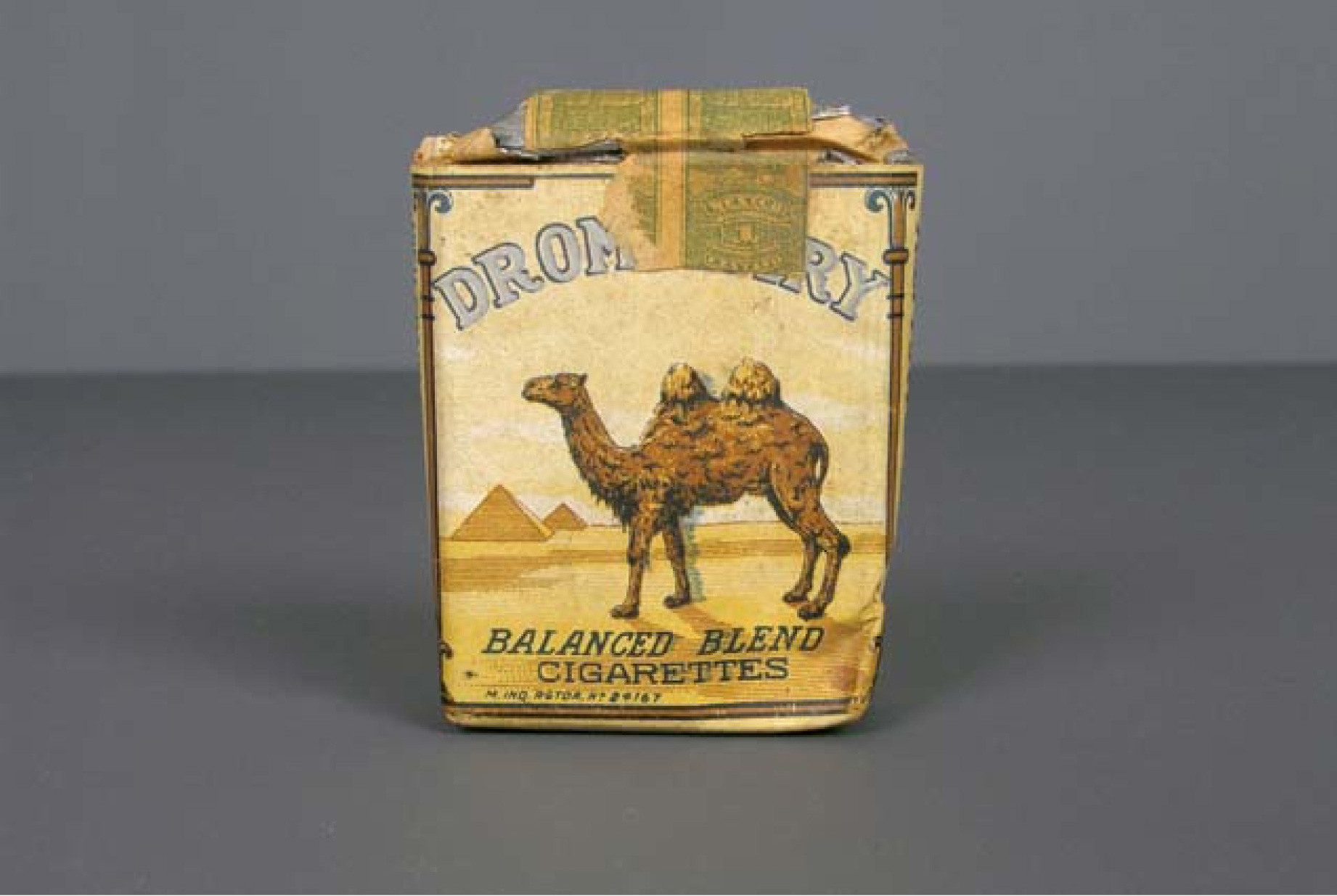
Cajetilla Camel de la primera mitad del siglo XX. Desde sus comienzos la marca unió su producto al camello, después dromedario, con el fin de asociarlo a lugares exóticos.

Según Evans y Hastings (2008, p. 78) la estadounidense R. J. Reynolds Tabacco (RJR) había logrado la segunda tabacalera por volumen de ventas cuando introdujo la marca Camel en 1913. Perseguía vincularla con lugares lejanos y parajes exóticos, algo representado por el camello y las Pirámides. La firma logró buenas ventas en el siglo XX y terminó dominando el mercado junto con Lucky Strike y Chesterfield.
En 1980 la marca quería diferenciarse de Marlboro por asociar su sabor con aventureros en situaciones difíciles e intensas, vividas dentro de selvas exóticas y lejanas. Así, bajo diferentes eslóganes según el país, trataba de vincular a sus cigarrillos con la Aventura, no solo con la vida al aire libre, como hacía su competidora. El hombre Camel era "independiente, autosuficiente, seguro de sí mismo y capaz de salir de cualquier situación", según Casteleiro Villalba y Navarro Gutiérrez (2007, p. 247). Una competición por las regiones más salvajes del Planeta, donde se conseguía terminar gracias a la competencia profesional, representaba una oportunidad de asociar la marca con la vida en la naturaleza salvaje y la destreza personal.
Como en aquella época existían casi cien eventos deportivos, volviendo la recopilación de Proctor (2011, p. 92 y siguientes), la marca del camello no era original precisamente a la hora de patrocinar una competición automovilística y tampoco era la única con el nombre Camel o la palabra Trophy, pero sí la que reuniría las dos. Como hace ver Henrik Salén (1999, p. 42), ante tal competencia en las pruebas de motor se requería una diferenciación, no era suficiente con lograr notoriedad y recuerdo, era necesario también que dichas asociaciones y recuerdos fuesen positivos. Los directores de la firma creían necesario transmitir "el espíritu Camel". No se trataba de una mera competición donde se recorría lo más rápido posible. Para Salén (1999, p. 42), lo más importante consistía en trasmitir el espíritu, ese espíritu que permitía vencer las dificultades que la propia Naturaleza presentaba. Dicho "espíritu" podrían heredarlo otros productos, como botas o relojes, si las leyes antitabaco de distintos países llegaban a prohibir la publicidad en televisión y en otros medios de este producto.
Al ser un patrocinio en exclusiva, toda la repercusión mediática del Camel Trophy sobre la marca de R.J. Reynolds Tabacco, ya fuesen noticias, artículos en revistas especializadas de distintos tipos, vídeos realizados por televisiones o por la propia organización e incluso libros narrando desde las características de los vehículos hasta las vivencias personales de participantes y seguidores, como el escrito por Eric Tschumi (1989) dedicado en exclusiva a la prueba o por Sue Mead (2006, p. 31 y siguientes) donde reservaba un espacio para el evento.

### Situación de la marca automovilística Land Rover

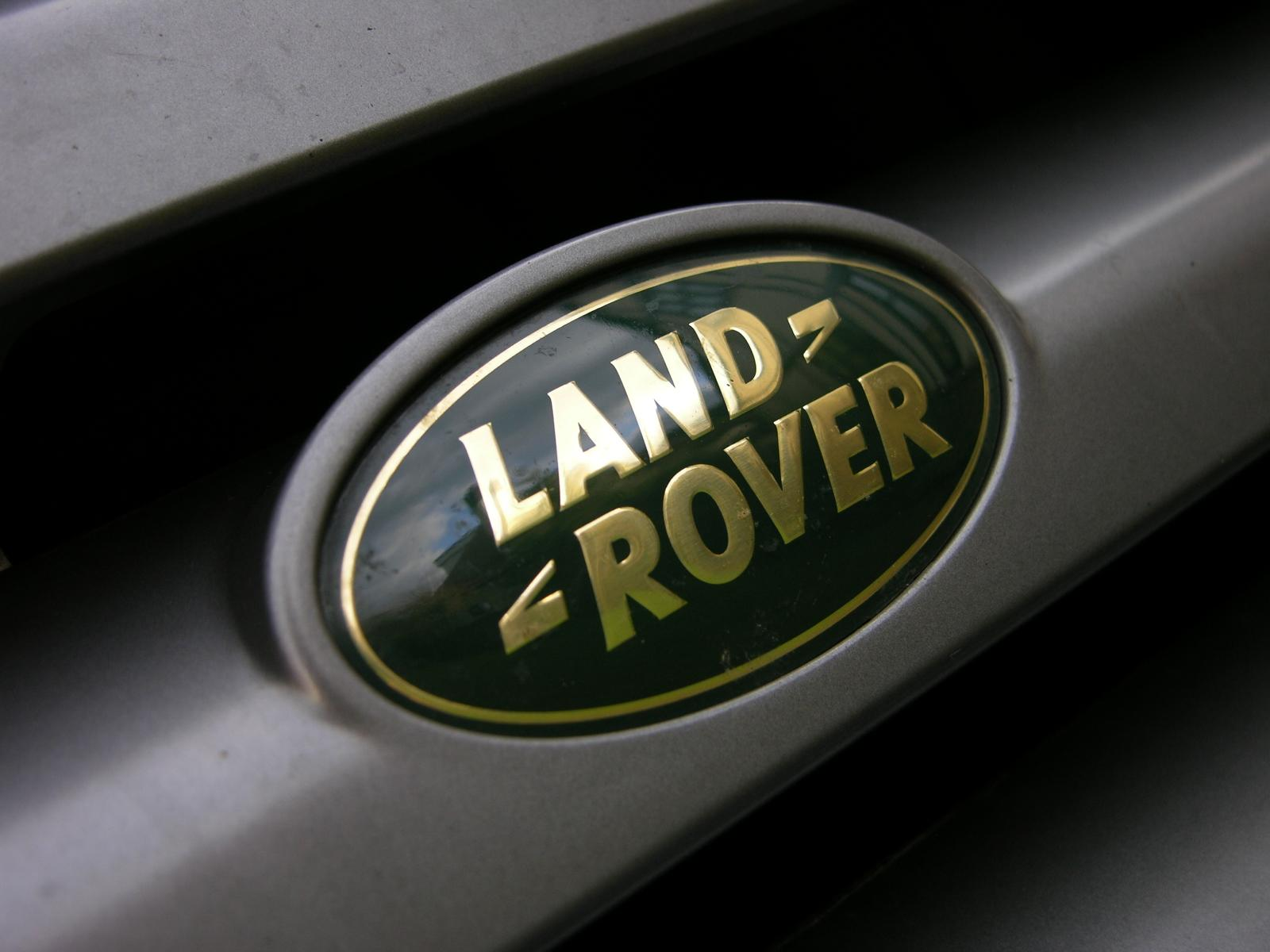
La división Land Rover necesitaba relanzar la producción de automóviles con la popularización de una nueva gama de vehículos.

Según López Pastor (1998, p. 502), a finales de los años 1970 los grandes fabricantes automovilísticos habían saturado el mercado con vehículos utilitarios. Las ventas comenzaban a estancarse o corrían peligro de hacerlo en un futuro próximo. Todas las marcas necesitaban un nuevo segmento, también llamado nicho de mercado, que re-impulsara la facturación con nuevos modelos no comercializados hasta entonces o comercializados para públicos minoritarios. De la misma forma, prosigue López Pastor, la riqueza de varios países había subido lo suficiente como para crear un mercado de potenciales compradores con poder el adquisitivo necesario como para dotarse de automóviles costosos como los todoterrenos. Sin embargo, Nigel Hawkes (1992, p. 96) comenta que los Range Rovers habían sido lanzados a principios de 1970 no como verdaderos todoterreno; sino como vehículos de lujo, capaces de ir campo a través, pero no enfocados a profesionales. Para López Pastor (1998, p. 502) las primeras marcas en comenzar a orientar este producto hacia las clases medias o medias altas urbanas fueron las japonesas, por lo tanto Land Rover estaba retrasada en ese sentido.
Según Gwil Berry jefe de operaciones de en los ámbitos deportivos y de promoción en 1998, para la constructora británica, la prueba representó una ocasión de demostrar las capacidades y robustez de sus distintos modelos en ambientes fuera de las carreteras, habitualmente llamado "off-road", especialmente con cualidades como la seguridad o la maniobrabilidad en situaciones difíciles. Pero también, constituía una ocasión de imbuirles un carácter exclusivo: ser los elegidos para las aventuras del siglo XX, asociando sus propietarios con un tipo de gente poseedores de una iniciativa que los permitía vivir aventuras en lugares no conocidos por el público en general, es decir, gente interesante que visita lugares interesantes ganancias a vehículos fiables y seguros. Una política de comunicación que continuó varios años después de abandonar el Camel Trophy.

## El nacimiento deLa Gran Aventura
El término La gran aventura proviene del libro dirigido por Eric Tschumi (1989) sobre la primera década del Camel Trophy. En dicha publicación se recogen numerosas ilustraciones realizando las acciones indicadas antes. Pese a que la misma resulta difícil de consultar, imágenes de dicho libro se pueden ver en vídeos musicales con el tema compuesto por Ennio Morricone.

### La primera prueba

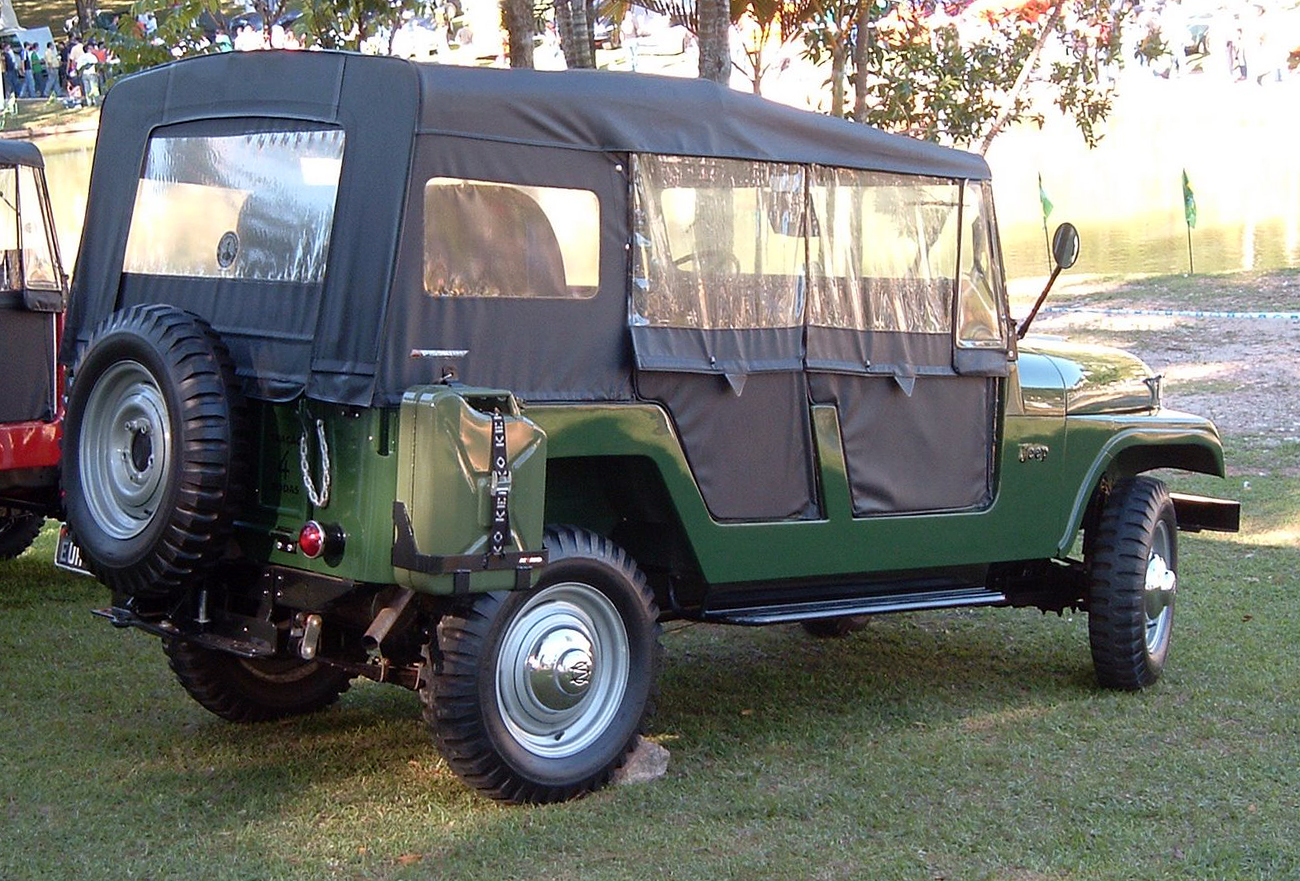
El Jeep CJ6, utilizado por única vez en la primera edición.

El primer evento se llamaría Trans-Amazónica y lo llevaron a cabo aficionados alemanes a los deportes de aventura, los cuales desean realizar una prueba/competición por las selvas del río Amazonas. En 1980 Andreas Bender reunió tres equipos de compatriotas, otros tres Jeep CJ-6s como vehículos para la expedición y alguno más para servir de asistencia, donde viajó el médico, los dos mecánicos brasileños y un pequeño equipo de filmación. Con unos 1 600 km estimados desde Belem (Brasil), en la costa del Atlántico, hasta Santarem, los germanos circularon por caminos y parajes sobre los que pretendía construir la autopista Transamazónica, en aquel tiempo solo ideada por el gobierno de Brasil. La expedición empleo doce días para superar los 1 400 kilómetros que al final recorrieron, llegando con los vehículos en muy mal estado. Los ganadores fueron Klaus Karttna-Dircks y Uwe Machel. Pese a las penalidades, la expedición obtuvo una considerable relevancia en los medios de comunicación y consiguió dar la idea de ser «la aventura genuina de nuestro tiempo», como la calificaría posteriormente Bangs (1987, p. 39).
Tras la primera prueba de los alemanes se decidió realizar una segunda. Según Jim Allen (2002, p. 8), el Camel Trophy uniría la competición con la aventura de las expediciones por la selva. Cada edición emulaba, en cierta medida, las adversidades vividas por los profesionales que utilizaban estos vehículos, tanto cotidianamente como en expediciones. También se le dotó de música, una versión de la comentada partitura compuesta por Ennio Morricone para El bueno, el feo y el malo que ya realizaba el acompañamiento musical en los anuncios. Dicha adaptación tuvo al menos una segunda versión para los reportajes, pero es posible que también se compusieran más. Pese a ello, la banda musical fue cambiando con los años.

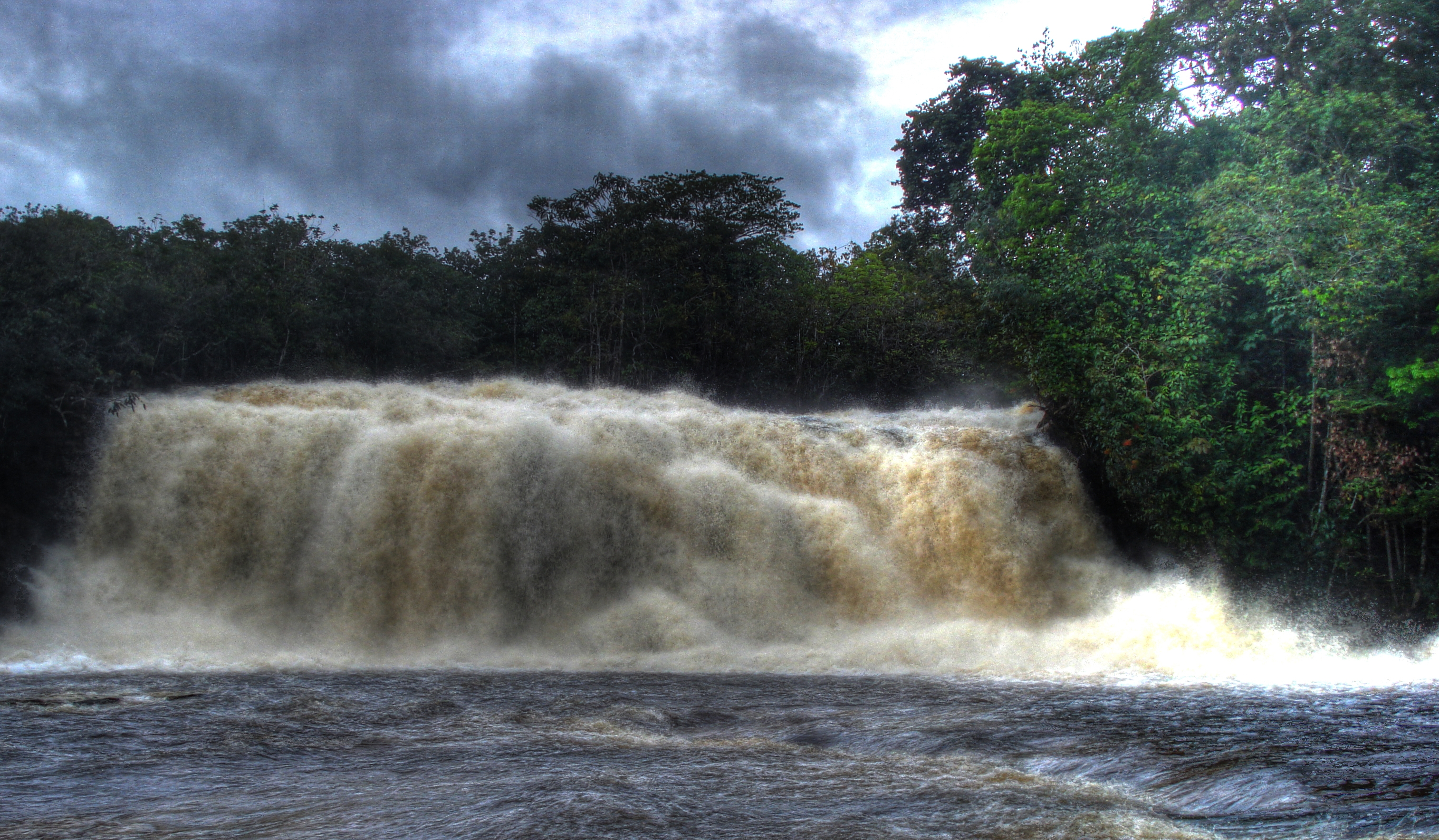
El amazonas brasileño resultó un duro escenario para la primera edición.

En un principio la selva en sí constituía el adversario que batir, debido a las múltiples dificultades encontradas a lo largo del camino, como puentes derrumbados en Sumatra, crecidas de ríos en el Amazonas o el estado de las carreteras en Zaire. El lema del rally sería:

Tan despacio como se pueda, tan rápido como se deba.
Jim Allen (2002, p. 8)

Dicho eslogan mostraba el objetivo: no tanto competir en tiempo, con tramos cronometrados donde se circulaba lo más rápido posible, como hacerlo en habilidad para sortear diferentes adversidades. Pronto la selva no constituía suficiente obstáculo en sí mimas y se prepararon pruebas especiales donde mostrar la virtudes de los participantes y los vehículos, pero con el tiempo fueron ideándose pruebas idénticas para todos, con el fin de comprobar el grado de resolución ante los mismos problemas. Por lo tanto, se valoraban muchos más aspectos que conducir a gran velocidad por terrenos accidentados, lo cual marcaría una diferencia con otros rallies, como el rally París-Dakar donde los participantes se ayudaban más en accidentes que en dificultades con lo caminos. Justo la diferenciación necesitada por Camel y el espíritu que deseaba imprimirle a su tabaco.

### Land Rover entra como proveedor

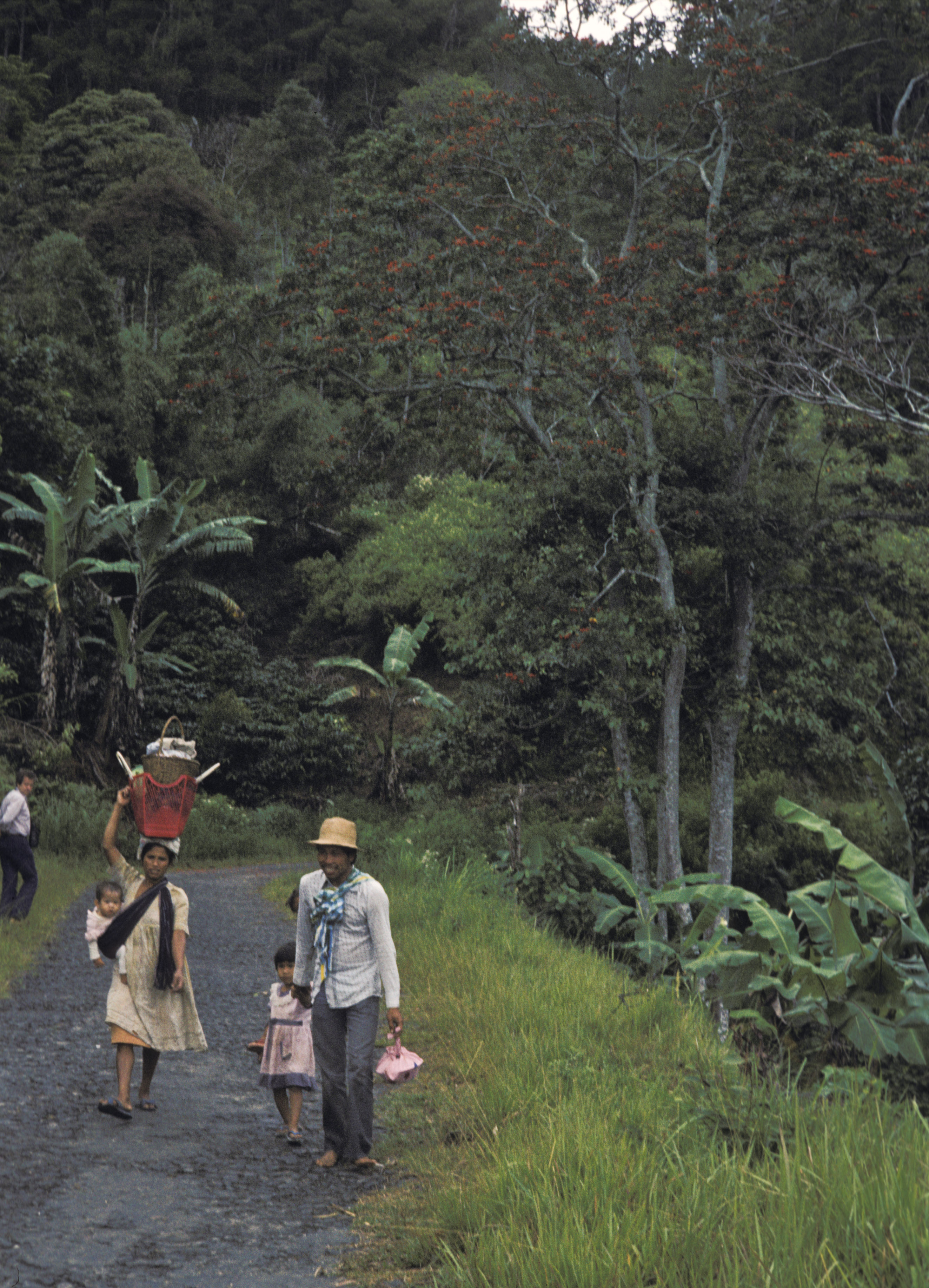
La jungla de Sumatra en 1981, escenario de la segunda edición.

En 1981 se celebró la segunda edición, visto el éxito promocional de la primera. El enclave seleccionado fue la isla de Sumatra, perteneciente a Indonesia. Los todoterrenos norteamericanos no respondieron todo lo bien que la organización necesitaba durante la experiencia brasileña, debido a ello fueron sustituidos tanto para los participantes como para la organización por otro. Se considerado como el único modelo capaz de garantizar la resistencia y fiabilidad necesarias el Range Rover V8. Este vehículo ya fue utilizado en la mencionada Britihs Trans-Americanas, finalizada en 1972. En ella las dos unidades adquiridas no se comportaron muy bien y Land Rover temió que resaltara las deficiencias del modelo en lugar de darle buena publicidad,. Más adelante la empresa británica equiparía las siguientes ediciones con distintas variantes del Defenders, como el Series III 88", el One-Ten y Ninety; los Discoverys y el Freelander, para finalizar en 1998, pero el Ranger Rover también repetiría.
En esta ocasión la caravana salió de Medan, en el norte de Sumatra, para terminar en Jambi, ciudad localizada en el centro de la Isla. En total 1 600 km de caminos con pocos tramos asfaltados. Esta vez los equipos participantes había subido a cinco, pero nuevamente todos alemanes occidentales.
Las condiciones climáticas fueron descritas como «muy duras», en parte debido a los distintos climas existentes en la Isla, volcánica en una parte y cubierta de ciénagas en la otra. Ganó el equipo formado por Christian Swoboda y Knuth Mentel. En esta ocasión se completó la totalidad del recorrido previsto, quedando esa distancia como genuina de la prueba, así uno de los eslóganes publicitarios rezaba mil millas de aventuras, como titularon Thorer y Blumenberg (1985) a su libro sobre los cinco primeros Camel.
En lo sucesivo, la empresa británica entró como patrocinador y no se limitó únicamente a suministrar los vehículos. Los preparó con un equipamiento especial en su división de vehículos especiales ubicada en Solihull, centro de Inglaterra. El diseño fue copiado posteriormente, pese a todo se afirma que resultan fácilmente distinguibles las unidades preparadas por la Land Rover de otras que las imitaban.
La equipación y preparación de las unidades dependía si estaban destinadas a los participantes o si eran para la organización. En el primer caso Joe Skorupa (1993, p. 42) y Hosier (2011, p. 20 y 21) destacaron las siguientes mejoras:
- Amortiguadores hidráulicos.
- Defensas posteriores y traseras.
- Baca superior.

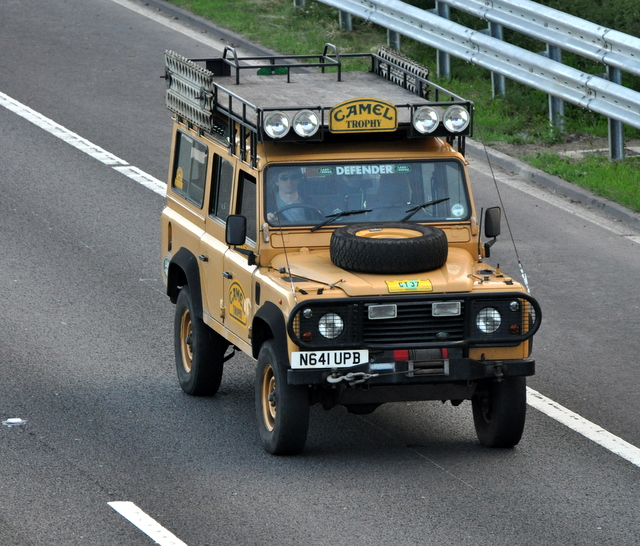
Distintas versiones del Defender fueron utilizadas en varias ediciones.

- Iluminación extra frontal y superior.
- Enganches para remolque delantero y trasero.
- Barras antivuelco.
- Cabrestante.
- Cableado eléctrico preparado para vadeos.
- Snorkel para continuar funcionando sumergido.

Además salían de la fábrica con los siguientes accesorios:
- Escalera montada en la puerta trasera.
- Planchas metálicas.
- Cuerdas.
- Herramientas, como hacha o pala.
- Bidones de combustible.
- Cables de remolque.

Pese a todo, el equipamiento varió en función de las expediciones, llegando a incluir bicicletas de montaña o diverso material para navegar por ríos y lagos.

## Desarrollo
La tercera edición de 1982 viajó hasta Oceanía, en concreto a Papúa Nueva Guinea. La localización se consideraba ideal por ser grande, despoblada y exótica. Esta fue la primera prueba internacional en vista de la popularidad cosechada en Indonesia y Brasil. Participaron ocho equipos, dos por país, representando a Estados Unidos, Italia, Países Bajos y la ya mencionada Alemania occidental. Como segunda novedad se introdujeron las comentadas pruebas especiales. Por su parte, los range rover respondieron en Sumatra de acuerdo a lo esperado, por lo que se decidió repetir, comenzando la colaboración oficial entre Camel y Land Rover que duraría casi dos décadas. En esta ocasión la ruta realizaba casi un círculo entre las localidades de Mount Hagen y Madang, con una distancia recorrida de unos 1 050 km. Ganó el equipo italiano formado por Cesare Geraudo y Giuliano Giongo. La prueba dejaría varias imágenes importante, como la de un range rover rodeado de indígenas con sus máscaras tradicionales cubriéndoles la cabeza, repetida en numerosas ocasiones posteriormente.

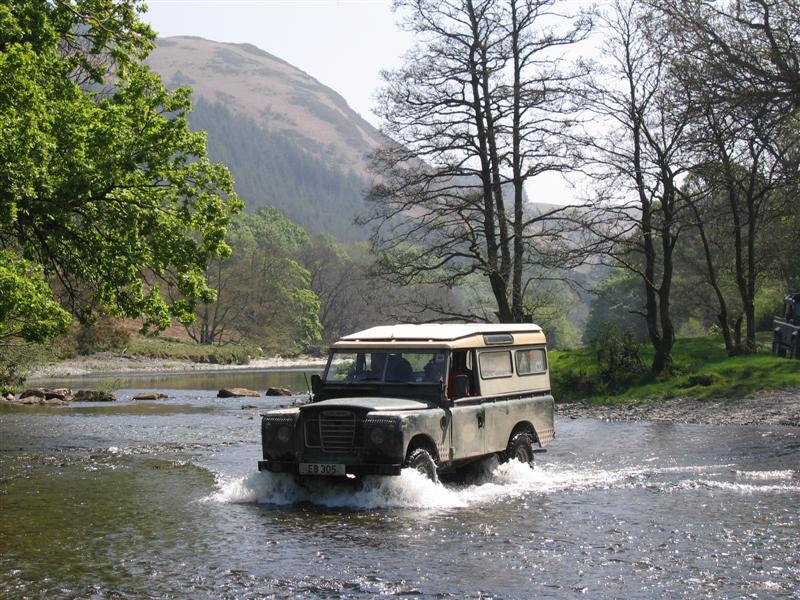
El Land Rover Serie III, en la imagen, sería el modelo elegido para Zaire '83.

En 1983 tampoco repitió continente, pues viajó hasta el Zaire del ya mencionado Mobutu Sese Seko. Otra novedad aparecida la constituyó el Land Rover Series III 88" que sería en adelante la principal "montura" de organizadores y/o participantes. Como ya comprobaron los británicos 10 años antes. Este modelo de todoterreno resultó ser muy duro y fiable, perdiéndose uno solo de asistencia, debido a un accidente con el combustible, dejando una de las imágenes más famosos de la prueba con el automóvil en llamas, reproducida por Tschumi (1989) y otros. La expedición viajó desde Kinsasa, la capital, hasta Kisangani y necesitó 16 jornadas para cruzar tanto selvas como sabanas y desiertos a lo largo de 1 640 km, nuevamente las Mil millas de aventuras, cada vez más conocidas. Participaron siete equipos en representación de Alemania, España, Italia, Hong Kong, Países Bajos, Portugal y Suiza, ganando los holandeses Henk Bont y Franz Heij.
En su quinto aniversario el Camel Trophy repetiría continente, país y entorno, pero no vehículo. Para esta ocasión la organización se decantó por el Land Rover 110. En 1984 Brasil acogió nuevamente la prueba y en concreto la ciudad de partida sería Santarem, la misma donde se terminó en 1980. La meta estaba fijada en Manaus, tras recorrer 900 km por la selva del Amazonas. Como en años anteriores, también se realizaron pruebas especiales, entre ellas la conducción marcha atrás, además la caravana se iba pareciendo cada vez más en número a otras posteriores, al intervenir doce coches de otros tantos equipos, representando a Alemania, Bélgica, España, Italia, Países Bajos y Suiza. Por tanto, entraron por primera vez los belgas y fueron baja Portugal y Hong Kong. Los ganadores fueron los italianos Mauricio Lavi y Alfreado Vereli. El modelo elegido también resultó ser duro y fiable, pero muchos llegaron en muy mal estado debido a las condiciones de los caminos.

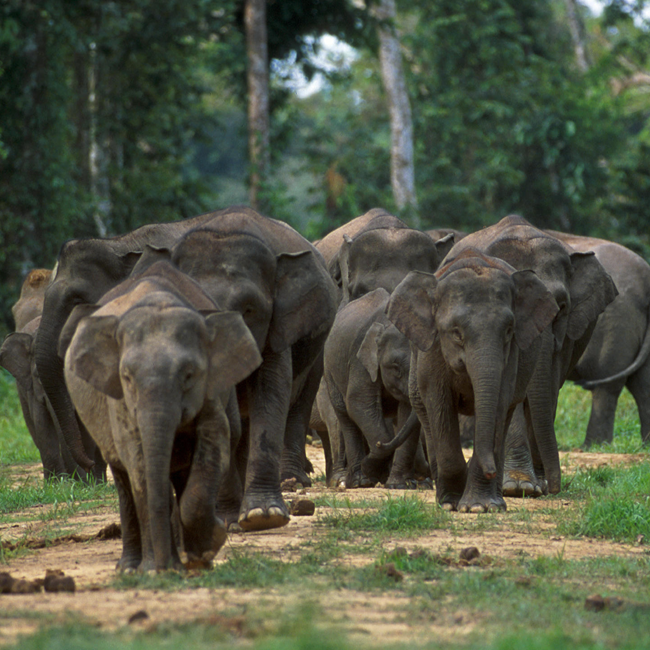
Elefantes en la jungla de Borneo, anfitriona de la prueba en 1985.

La edición de 1985 repetiría país, Indonesia, pero la comitiva se trasladaría "a la segunda isla más grande del Planeta, Borneo". Nuevamente la caravana creció al integrarla en esta ocasión 16 todoterrenos de otros tantos equipos llevando las naderas de Alemania, Brasil, Bélgica, España, Italia, Japón, Países Bajos y Suiza, teniendo cada país dos vehículos. Las carreteras, o ausencia de carreteras, constituía ya de por sí un obstáculo, pero las dificultades de las mismas llegaron a ser tan grandes que se recurrió a helicópteros para transportar la caravana en determinadas ocasiones. Nuevamente se recorrieron las Mil millas características entre Samirinda y Balikpapan. Aunque la Isla está dividida entre Indonesia y Malasia, la prueba solo discurrió por la parte indonesia, sería necesario esperar varios años hasta disputarse una por dos o más países. Como siguiente novedad se introdujo el Premio al espíritu de equipo, ganado por los brasileños Carlos Probst y Tito Rosenberg. También fue nuevo el 4 x 4, decantándose ahora la organización por el Land Rover Ninety. Ganaron los alemanes Heinz Kallin y Bernd Strohdach.
Australia sería el escenario para el Camel Trophy de 1986. Por primera vez se disputaba en un país desarrollado, con todas las ventajas y desventajas que dicho factor acarreaba. La organización eligió una ruta entre la costa del Pacífico y la del Índico, ambas en el norte del Continente, concretamente la comitiva partió de Cooktown y finalizó en la ciudad de Darwin. Todo el recorrido se completó en trece días, atravesando 3 200 km de selva y sabana, a una media próxima a los 250 km por jornada, siendo uno de los más largos, pero más fluidos. Más aún teniendo en cuenta que se disputaron también más pruebas especiales que ningún otro antes. Entre las mismas se puede reseñar: sacar a todos vehículos del agua, superar zanjas o cruzar ríos transportando los automóviles sobre las lanchas hinchables. Fueron las pruebas dentro y cercanas a las masas de agua las más preocupantes para la organización por constituir el hábitat natural de cocodrilos marinos, uno de los más agresivos, además de ser hogar para las serpientes más venenosas del mundo. Se repitió vehículo, el Land Rover Ninety, el cual era distribuido y equipado por igual a los catorce equipos de Alemania, Australia, Bélgica, Brasil, España, Estados Unidos, Francia, Italia, Japón, Malasia, Países Bajos, Reino Unido y Suiza, presentando España el equipo peninsular y el canario. Ganaron los franceses Jaques Mambre y Michel Courvallet, obteniendo el premio Espíritu de equipo los australianos Glenn Jones y Ron Begg.

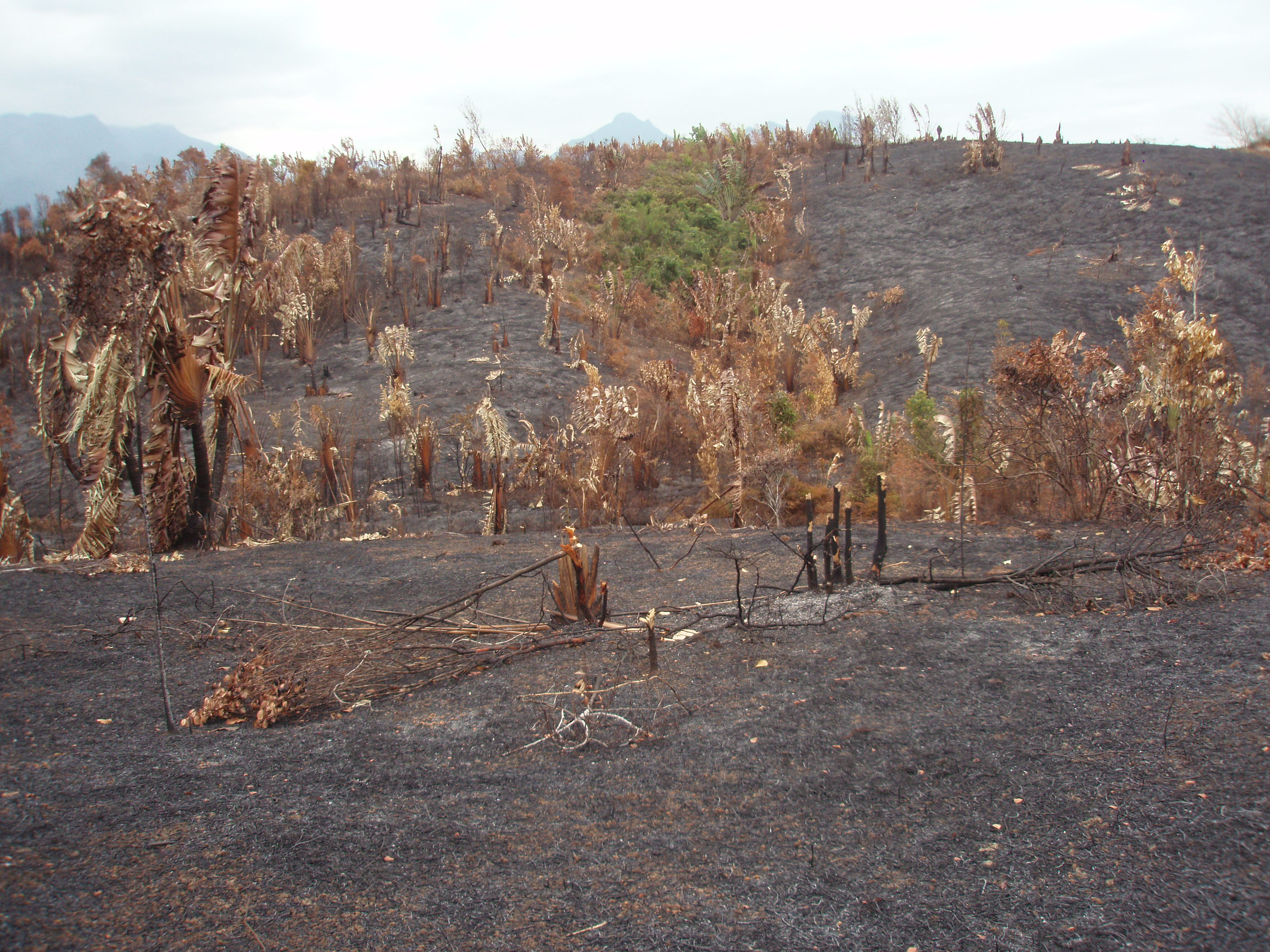
Cercanías de Fianarantsoa. Pese a su deforestación, Madagascar se consideró una localización ideal.

1987 supuso la vuelta del patrocinio a tierras africanas con Madagascar como lugar para celebrar la octava edición. La elección se debió a la variedad de flora, fauna y clima. Esta vez se buscaba recorrer la Isla a lo largo, partiendo de Diego Suárez en el norte, hasta Fort Dauphin en el extremo sur, circulando por algunas de las partes más elevada de la misma, salvo un tramo que discurrió junto a la costa del Índico, en Vatomandry, para retomar las zonas altas de nuevo en Fianarantsoa. En total fueron 1 500 millas (2 414 kilómetros). También supuso el vuelta del Range Rover, en esta ocasión el 2,400cc turbo-diesel, con el que compitieron catorce equipos representando a Alemania, Bélgica, Brasil, España, Estados Unidos, Francia, Italia, Japón, Malasia, Países Bajos Reino Unido, Turquía y Suiza, nuevamente las españolas islas Canarias contaban con su propio representante. Dichos equipos debieron realizar siete pruebas especiales, quedando campeones los italianos Mauro Miele y Vincenzo Tota y distinguidos con el premio al espíritu de equipo los españoles Jaime Puig y Víctor Muntane.
En 1988 el Camel Trophy repitió con Indonesia, esta vez eligiendo la isla de Célebes, un paraje con junglas, paisajes volcánicos y lluvias tropicales. La salida se dispuso en Manado para finalizar en Torajaland, tras unos 2 000 kilómetros recorridos en doce días, conduciendo esta vez los Land Rover One Team. Argentina fue nueva junto a las veteranas Alemana, Bélgica, España con dos equipos, Estados Unidos, Francia, Italia, Japón, Países Bajos, Reino Unido y Turquía quedando así el número en una docena. En Célebes los comisarios no viajaban con la comitiva, sino que se personaban en el lugar de las pruebas especiales. Italia, ganadora de varios Camel, partía como favorita; pero la victoria la consiguieron los turcos Galip Gurel y Ali Deveci, siendo el premio Espíritu de equipo para los británicos Jim Benson y Marc Day.

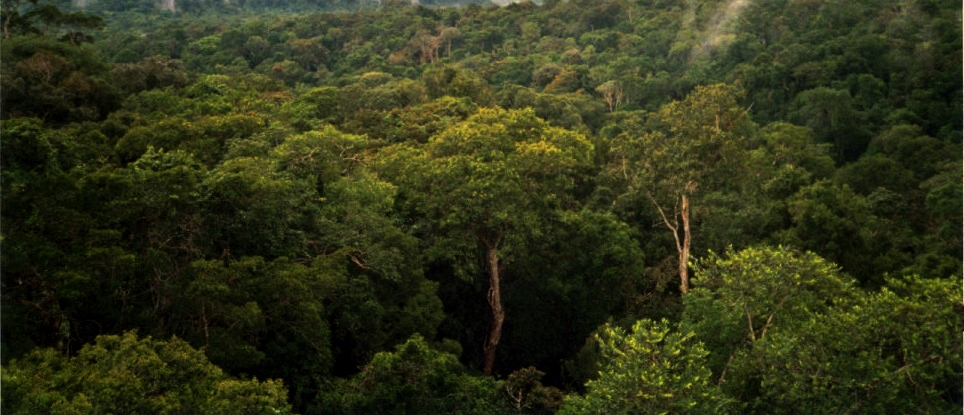
La selva amazónica de Manaus en la época de lluvias resultó un escenario difícil para la décima prueba.

Al cumplirse las diez ediciones, el Camel Trophy tripitía nuevamente en la elección del sitio y el automóvil. Para 1989 se optó nuevamente por la selva de Brasil y por el Land Rover One Team como vehículo para superarla más que para recorrerla. En concreto la salida se fijó en Alta Floresta, partiendo con dirección norte hasta el río Amazonas, al llegar a él lo recorrieron en parte por barco, para terminar en Manaus, tras un trayecto de unos 1 400 km. Las fechas fueron escogidas para coincidir con la temporada lluviosa para que la meteorología multiplicase las dificultades de las anteriores ediciones brasileñas, lo cual permitió recorrer solo unos kilómetros en algunas jornadas a causa del barro. A los equipos de la pasada edición se reincorporó Brasil y, por primera vez, los representantes de Yugoslavia, siendo en total catorce. Los vencedores fueron el equipo británico compuesto por Bob Ives y Joe Ives en el premio Camel Trophy y los belgas Peter Denys y Frank Dewitte en la modalidad Espíritu de equipo.
El paso de década trajo también dos cambios importantes para el rally-aventura. En 1990 la prueba se trasladó al norte, a Siberia y en concreto al lago Baikal. Pese a que la región de la ex URSS posee también partes con clima tropical, según Emil Lengyel (1943, p. 12), la organización decidió apartar la prueba del calor y celebrarla en un lugar donde las personas pueden sufrir amputaciones por congelación en el invierno. También resultó nuevo el 4 x 4, al entregarse los Land Rover Discovery 200Tdi de tres puestas. Asimismo, se introdujeron pruebas nuevas como el remo en canoa. El itinerario fue desde Bratsk hasta Irkutsk, en el río Angara, con un total de 1 600 km. Nuevamente creció el número de los equipos participantes hasta 16 volviendo Austria, seguida de Alemania, Bélgica, España con los dos equipos tradicionales, Estados Unidos, Francia, Grecia como novedad, Italia, Japón, Países Bajos, Reino Unido, Suiza, Turquía, la URSS también por primera vez y Yugoslavia. En esta edición se tiene constancia de protestas ecologistas por el ataque al medio que suponían lo Discovery, protestas que llevaron a la cancelación de alguna prueba especial. Finalmente los vencedores fueron los holandeses Rob Kamps y Stijn Luyx en el premio Camel Trophy y los españoles de Canarias Carlos Barreto y Fernando Martín como Espíritu de equipo.

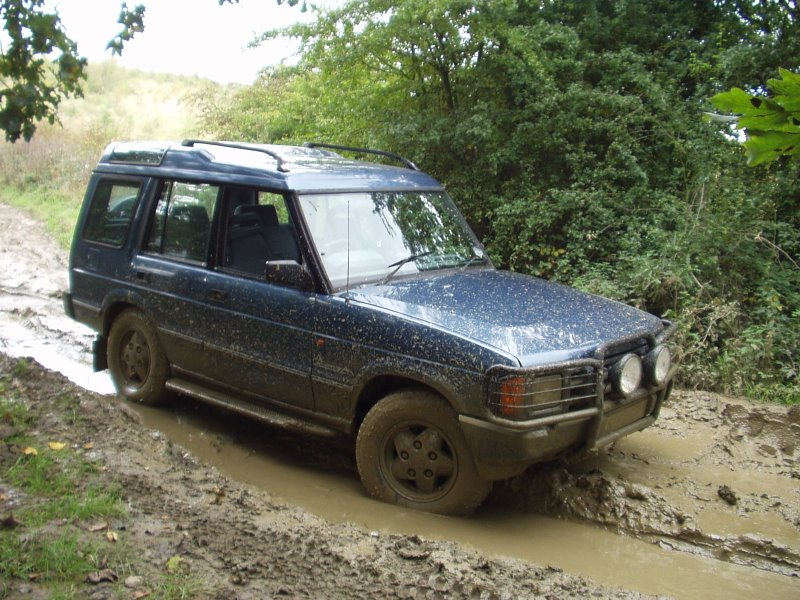
El Land Rover Discovery 200Tdi se introdujo en la edición de 1990.

Para 1991 la organización decidió volver al Continente Negro, en concreto a una región que sería tristemente famosa al año siguiente: los Grandes Lagos de África. Las naciones elegidas fueron Tanzania y la pequeña Burundi. Por primera vez se disputaba la prueba sobre dos países. Consistía en una ruta con salida en Dar es Salaam, la capital tanzana, y fin en Buyumbura, capital de Burundi, tras un trayecto de 1 800 kilómetros a través de selvas y sabanas principalmente. Se repetía con el Land Rover Discovery 200Tdi de tres puestas, pero el número de naciones participantes había vuelto a crecer. Concursaron Alemania, Austria, Bélgica, España con los dos equipos tradicionales, Estados Unidos, Francia, Grecia, Italia, Japón, Países Bajos, Polonia como nuevo participante, Reino Unido, Suiza, Turquía, la URSS y Yugoslavia, ambos países lo harían por última vez antes de su desintegración. Los vencedores fueron el conjunto turco integrado por Menderes Utku y Bulent Ozler con el premio Camel Trophy y también el Espíritu de Equipo, junto a los austriacos Joseph Altman (deportista) y Peter Widhalm con el nuevo galardón a las Pruebas Especiales.
La experiencia de atravesar dos países se repitió en 1992 al comenzar en Guaya y concluir en Brasil. La expedición partió de Manaus, visitada tres años antes, para concluir en Georgetown, capital guayanesa, tras 18 días, unos 16 000 km y varios ríos vadeados como una de las dificultades añadidas. El Discovery Tdi repetía nuevamente, pero en la versión de cinco puertas. El número de naciones participantes bajó a 16 tras la descomposición de Yugoslavia, quedando en Alemania, Austria, Bélgica, la Comunidad de Estados Independientes sustituyendo a la URSS, España con sus dos equipos, Estados Unidos, Francia, Grecia, Italia, Japón, Países Bajos, Polonia, Reino Unido, Suiza y Turquía; sumando los Defender de la organización, la caravana contaba treinta todoterrenos. Los franceses Alwin Arnold y Urs Bruggisser consiguieron el premio Camel Trophy, los estadounidenses Dan Amon y Jim West (deportista) el Espíritu Camel y los franceses Eric Cassaigne y Patrick Lafabrie el de Pruebas Especiales.

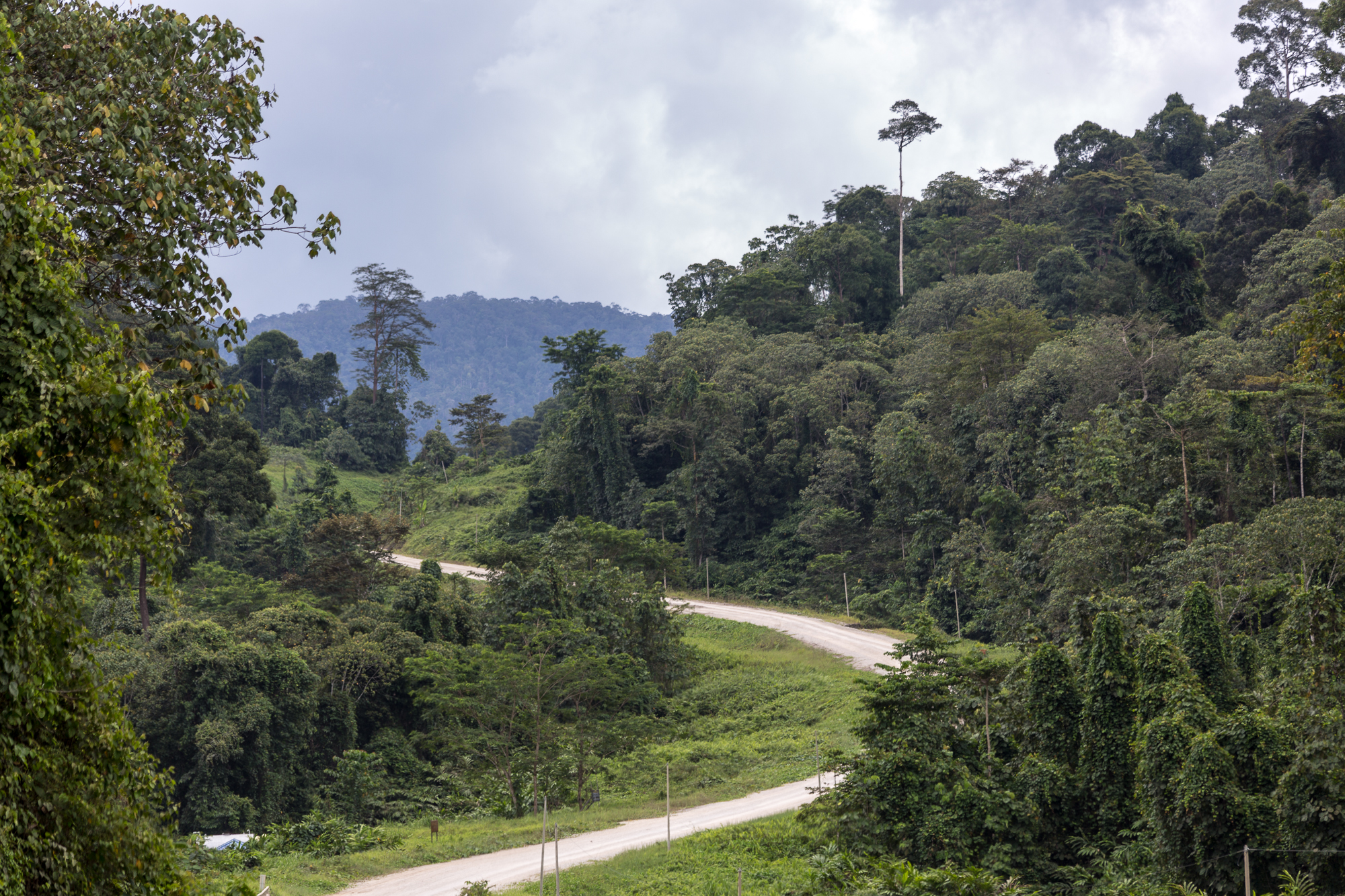
Camino de Maliau Basin, en el estado malayo de Sabah, cerca de donde transcurrió el Camel Trophy 1993.

Al año siguiente la comitiva regresó a la isla de Borneo, para diferenciarla de la primera se la tituló Camel Trophy - Sabah-Malaysia 1993, por disputarse dentro del estado malayo de Sabah. Por primera vez se realizaba un recorrido circular, con salida y meta en la misma ciudad. Se partió de Kuta Kinabalu y terminó en el mismo sitio tras 1 240 kilómetros por tierra, más 32 km por tren. 16 días en total. Los vehículos no constituyeron una novedad, suministrando Land Rover el Discovery Tdi 2000 para los participantes y el Defender para la organización. La prueba pasaba por el llamado Mundo Perdido, una región selvática virtualmente inhabitada. Los equipos participantes fueron Alemania, Austria, Bélgica, España con sus dos equipos, Estados Unidos, Francia, Grecia, Italia, Japón, Malasia en lugar del Reino Unido, Rusia sustituyendo a la Comunidad de Estados Independientes, Países Bajos, Polonia, Suiza y Turquía. Todos los premios los consiguieron naciones ganadoras de otras ediciones, Estados Unidos con Tim Hensley y Michael Hussey obtuvo el Camel Trophy, el Espíritu Camel fue nuevamente para el equipo canario integrado en esta ocasión por Ellis Martin y Francisco Zarate y el Pruebas Especiales lo consiguieron los franceses Paul Gasser y Loup Tournard.
La decimoquinta entrega del rally trajo algunas novedades. En 1994 se circuló por tres naciones: Argentina, Paraguay y Chile, recorriendo 2 500 km. En segundo lugar, entraron algunos países escandinavas en un solo equipo representando a toda la Península, por último, sería la primera prueba en la que participaron dos mujeres. Por lo demás, los estados representados fueron los 18 habituales: Alemania, Bélgica, España con el equipo peninsular y el canario, Estados Unidos, Francia, Grecia, Hungría, Italia, Japón, Países Bajos, Polonia, Reino Unido, Rusia, Sudáfrica, Suiza, Turquía y la coalición escandinava. El Discovery TDi 200 repetía nuevamente como vehículo de los participantes y el Defender como transporte para los organizadores. En abril se dio la salida desde las cataratas de Iguazú en su lado argentino, para cruzar seguidamente Paraguay, volver a entrar en Argentina y terminar en la localidad chilena de Hornitos, tras cruzar los Andes y el desierto de Atacama. Quedaron ganadores los españoles del equipo peninsular Carlos Martínez y Jorge Corella, quienes también atesoraron el Premio a las Pruebas especiales. El galardón al Espíritu de equipo fue para los sudafricanos Etienne Van Eeden y Klaus Haas.

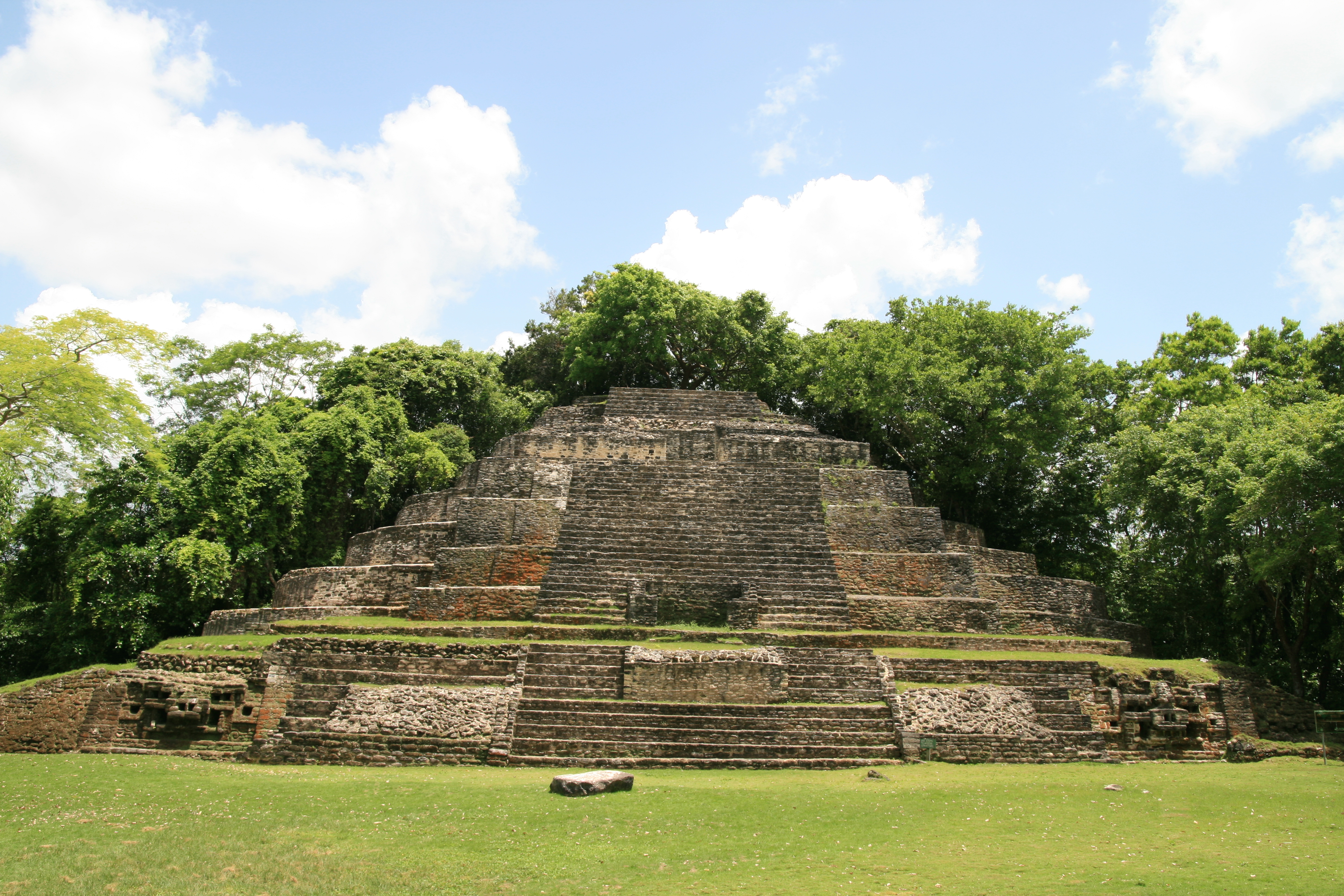
La aventura de 1995 comenzó en el templo del Jaguar, en Belice.

En el décimo quinto aniversario de la competición se aumentó la cantidad de países recorridos de tres a cuatro: Belice, México Guatemala, El Salvador y Honduras, naciones antaño partes del precolombino Imperio Maya, por esta razón el título de la prueba fue Camel Trophy '95 Mundo Maya. Guatemala constituiría la mayor parte de la ruta. Los kilómetros recorridos volvieron a ser algo más de 1 500 sobre los Discovery, en esta ocasión el 300 TDi, acompañados por los Defender de la organización. En los equipos hubo algunas novedades al estar constituida la caravana por veinte vehículos representado a Alemania, Bélgica, Chequia debutando, España con el equipo peninsular y el canario, Estados Unidos, Francia, Grecia, Hungría, Israel por primera vez, Italia, Japón, Países Bajos, Polonia, Reino Unido, Rusia, Sudáfrica, Suiza, Turquía y la coalición escandinava. Los conquistadores del premio Camel Trophy y también el de Pruebas Especiales fueron los debutantes checos Zdenek Nemec y Marek Rocejdl, el Espíritu de equipo fue para Rusia representada por Pavel Bogomolow y Sergei Fenev. Como se venía produciendo en anteriores ediciones, los participantes realizaron pruebas apartados de sus vehículos empleando canoas, tirolinas y otras materiales.
1996 resultó el año del, a veces denominado, "último Camel Trophy clásico", por volver nuevamente a las selvas tropicales de Borneo, en concreto a la región de Kalimantan, coincidiendo con el centésimo aniversario de su descubrimiento para los europeos tras la expedición del alemán Anton Nieuwnhuis. En esta ocasión el objetivo era recorrer la isla de este a norte en un trayecto algo inferior a los 1 500 km habituales. Tanto la organización como los participantes repitieron vehículos y entre las naciones habituales se deshizo la coalición escandinava para surgir dos equipos además de incorporarse por primera vez un país árabe, así las naciones participantes fueron Alemania, Bélgica, Chequia, el equipo representando a Dinamarca y Noruega, España con el equipo peninsular y el canario, Estados Unidos, el nuevo conjunto de Finlandia y Suecia, Francia, Grecia, Italia, Japón, Marruecos por primera vez, Países Bajos, Polonia, Reino Unido, Rusia, Sudáfrica, Suiza y Turquía. La salida se dio en Balikapapan y 22 días después los participantes llegaron al otro extremo de la región. Los ganadores a las pruebas especiales fueron los rusos Dmitriy Surin y Alexei Svirkov, Samuel de Beer y Pieter du Plessis de Sudáfrica se alzaron con el trofeo Espíritu de Equipo y el recién llamado Premio Land Rover lo consiguieron los helenos Miltos Farmakis y Nikos Solirchos.

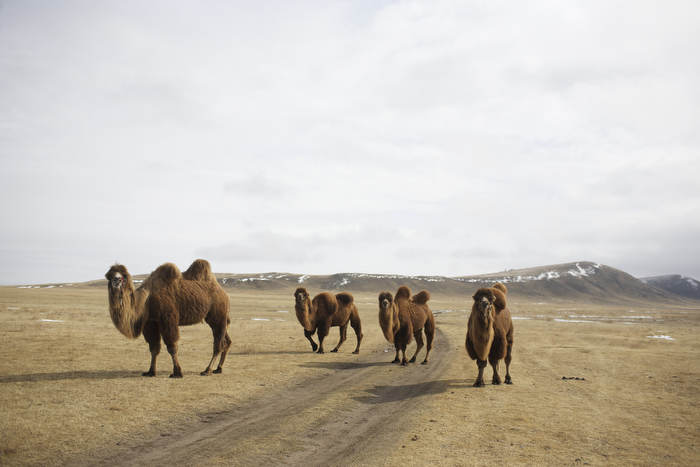
Camellos bactrianos en la estepa mogola.

Para 1997 la organización eligió la tierra del animal que dio nombre e imagen a la marca en los primeros diseños: Mongolia. La ruta tuvo como principio y como meta la capital, Ulaan Baatar, recorriendo las conocidas "mil millas de aventuras" por la estepa y las estribaciones del Karacorum. Los dos tipos de vehículos, participantes y organización, fueron los mismos de pruebas anteriores, pero en el equipamiento destacaron visiblemente las bicicletas y los kayak con los que se realizarían algunas pruebas especiales. Entre los equipos la novedad estribó en la desaparición de las "coaliciones" representando a varios países quedando la lista en: Alemania, Austria de regreso tras cuatro años, Chequia, España con sus dos equipos, Estados Unidos, Francia, Grecia, Italia, Japón, Marruecos, Países Bajos, Portugal tras más de una década, Reino Unido, Rumanía debutando, Rusia, Sudáfrica, Suecia en solitario por primera vez, Suiza y Turquía. Los galardones fueron en esta ocasión mucho más numerosos. El premio Camel Trophy lo consiguieron los austriacos Stefan Auer y Albnecht Thousing quienes también se alzaron con el de la Conducción y el de Bicicletas de Montaña, el Espíritu de equipo y el de Orientación quedó en poder de Rikard Beckman y Marie Hansen en representación de Suecia por primera vez en solitario, el premio Land Rover lo consiguió el equipo de Rumanía integrado por Cornel Fanel Manu y Mihaia Mares, por último, los galos Jean-Jacques Andr y Philippe Rydin se alzaron con el de Kayak.

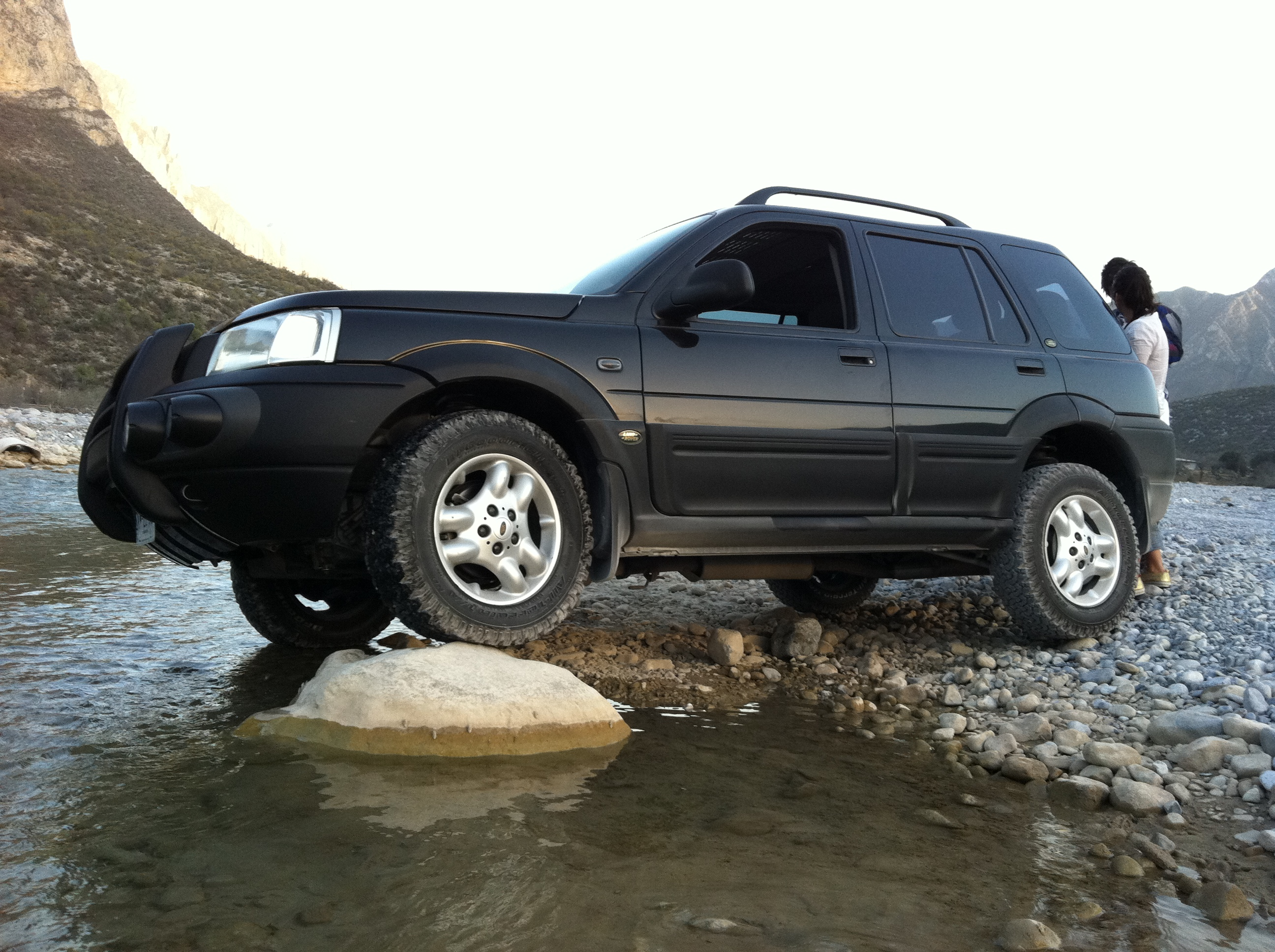
El Freelander fue la última promoción de Land Rover antes de abandonar el Camel Trophy.

La edición de 1998 fue original en varios aspectos. Aunque la prueba ya tenía experiencia en climas fríos, esta fue la primera en que se incluyeron deportes de invierno como el snowboard o el esquí, al transcurrir por la cordillera de los Andes entre Santiago de Chile y Ushuaia. En segundo lugar, y aunque la organización siguió "montando" el Defender, entró el Land Rover Freelander XEDi como vehículo nuevo. Respecto a los equipos, no participó ninguna nación por primera vez, la caravana quedó configurada por Argentina tras diez años de ausencia, Alemania, Austria, Dinamarca y Noruega de nuevo unidas, España con la Península y las islas Canarias, Estados Unidos, Finlandia y Suecia también repitiendo coalición, Francia, Grecia, Italia, Japón, Marruecos, Países Bajos, Portugal, Reino Unido, Rumanía, Rusia, Sudáfrica, Suiza y Turquía. Los premios a su vez aportaron novedades, el galardón Land Rover fue conseguido por las españolas Patricia Molina y Emma Roca, ganando por primera vez un equipo integrado por mujeres, Sudáfrica se llevó el Espíritu de Equipo levantado por Mark Collins y John Collins, los franceses William Michael y Marc Challamel consiguieron el Camel Trophy '98 Tierra de Fuego.
1999 vivió la edición que no fue, al comunicar el fabricante británico en febrero de 1999 que no patrocinaría más eventos con sus vehículos. Las razones dadas fueron la introducción de muchos más deportes en las pruebas, no solo la pericia sobre un 4 x 4, razón por la que no le interesaba seguir preparando vehículos. En este punto coinciden Hosier (2011, p. 20) y la consultora Jardine Wesson. Sin embargo, la competición que sacaría posteriormente Land Rover incluía pruebas con bicicletas de montaña, Kayak, escalada. Ante la falta del segundo patrocinador 1999 no vivió su vigésimo Camel Trophy pensado para desarrollarse en Perú.

## Final y sucesor

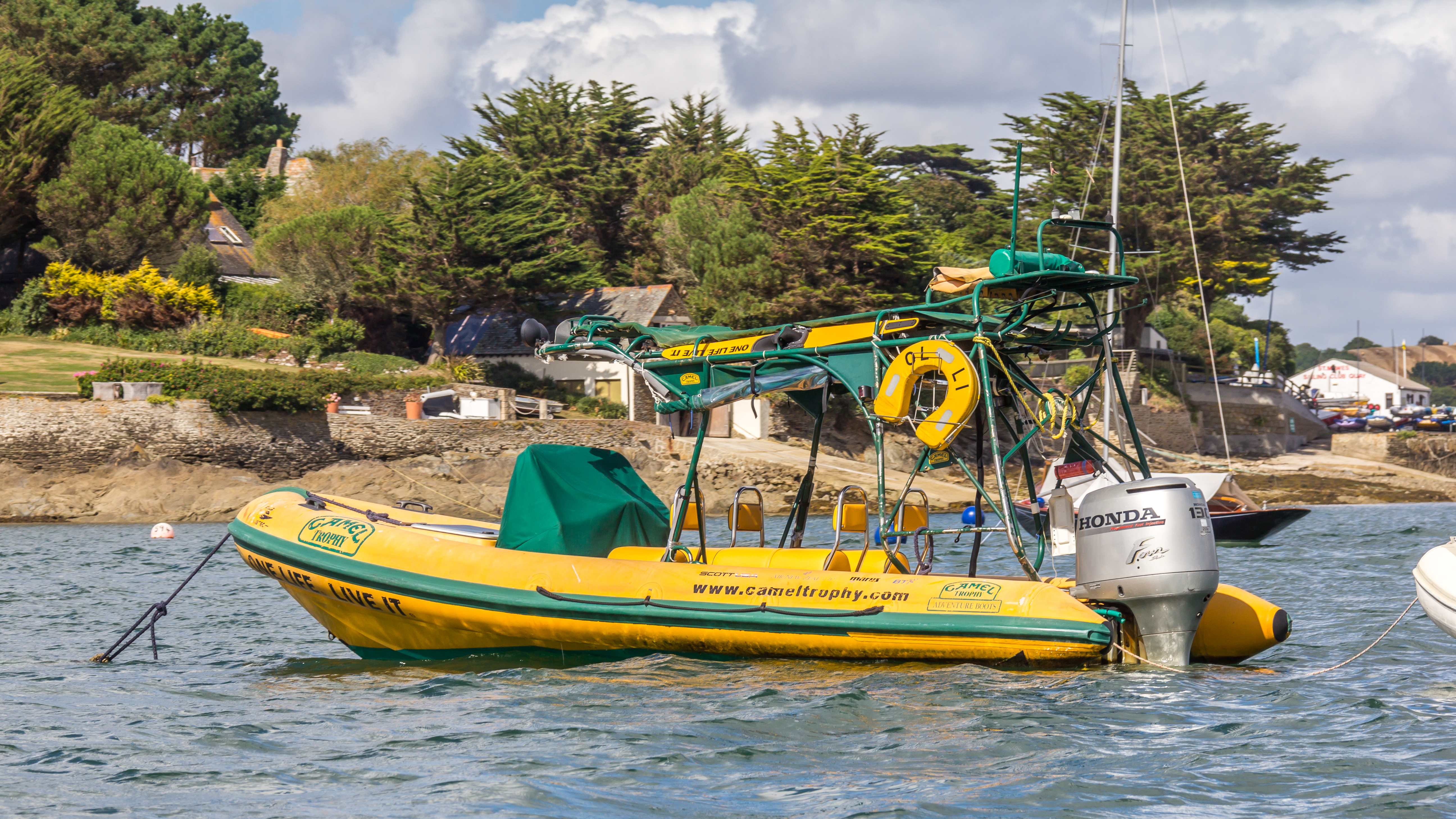
Las islas de Tonga y Fiyi fueron el escenario del último Camel Trophy.

La edición del año 2000 fue la más diferente de todas. La organización aportó vehículos de motor acuáticos en lugar de los terrestres. Las aguas elegidas fueron las pertenecientes a los archipiélagos de Tonga y Samoa, o Tonga-Fiyi según otras fuentes. Allí se disputaron pruebas en bicicleta, escalada y buceo, además de navegar en las lanchas fueraborda. Estas fueron la Ribtec 655 para los participantes y Honda CRV & 110 HCPU como vehículo de soporte para la organización. Los participantes lucieron las banderas de Alemania, Austria, una coalición representando al Benelux, de nuevo la coalición escandinava, España con la Península y las islas Canarias, Francia, Grecia, Italia, Japón, Portugal, Reino Unido, Rusia, Sudáfrica, Suiza y Turquía. Todos recorrieron unas mil millas náuticas.
Sobre las razones para dar por finalizado el Camel Trophy existe discrepancia en las fuentes. Para cameltrophyportugal.com el último evento cumplió los objetivos deportivos esperados, pero no así la repercusión en los medios de comunicación. Algo con lo que no está de acuerdo Hosier (2011, p. 20), pues apunta como causa el deseo de la marca por centrarse más en la ropa y no tanto en los deportes de aventura.
Land Rover lanzaría en el 2003 la llamada G4 Challenge pilotando vehículos con una preparación similar a los del Camel Trophy, según Hosier (2011, p. 20 y 21), pero empleando el color naranja. Se disputó en países como Laos, Tailandia, Brasil o Bolivia, montando modelos como el Freelander o el Range Rover, además de bicicletas de montaña y kayaks. Los equipos compitieron en representación de, por ejemplo, Alemania, Argentina, Australia, Bélgica junto a Luxemburgo, Brasil, Chile compartiendo todoterreno con Costa Rica, España, Francia, Grecia, Irlanda, Italia, Japón, Reino Unido, Países Bajos, Rusia, Sudáfrica, Taiwán y Turquía.
Debido a la fuerte añoranza de los aficionados respecto a esta épica prueba se han creado varias que intentan ser un homenaje al Camel Trophy destacando Santana Trophy dedicado a los Land Rover Santana y Series.

## La relevancia del Camel Trophy

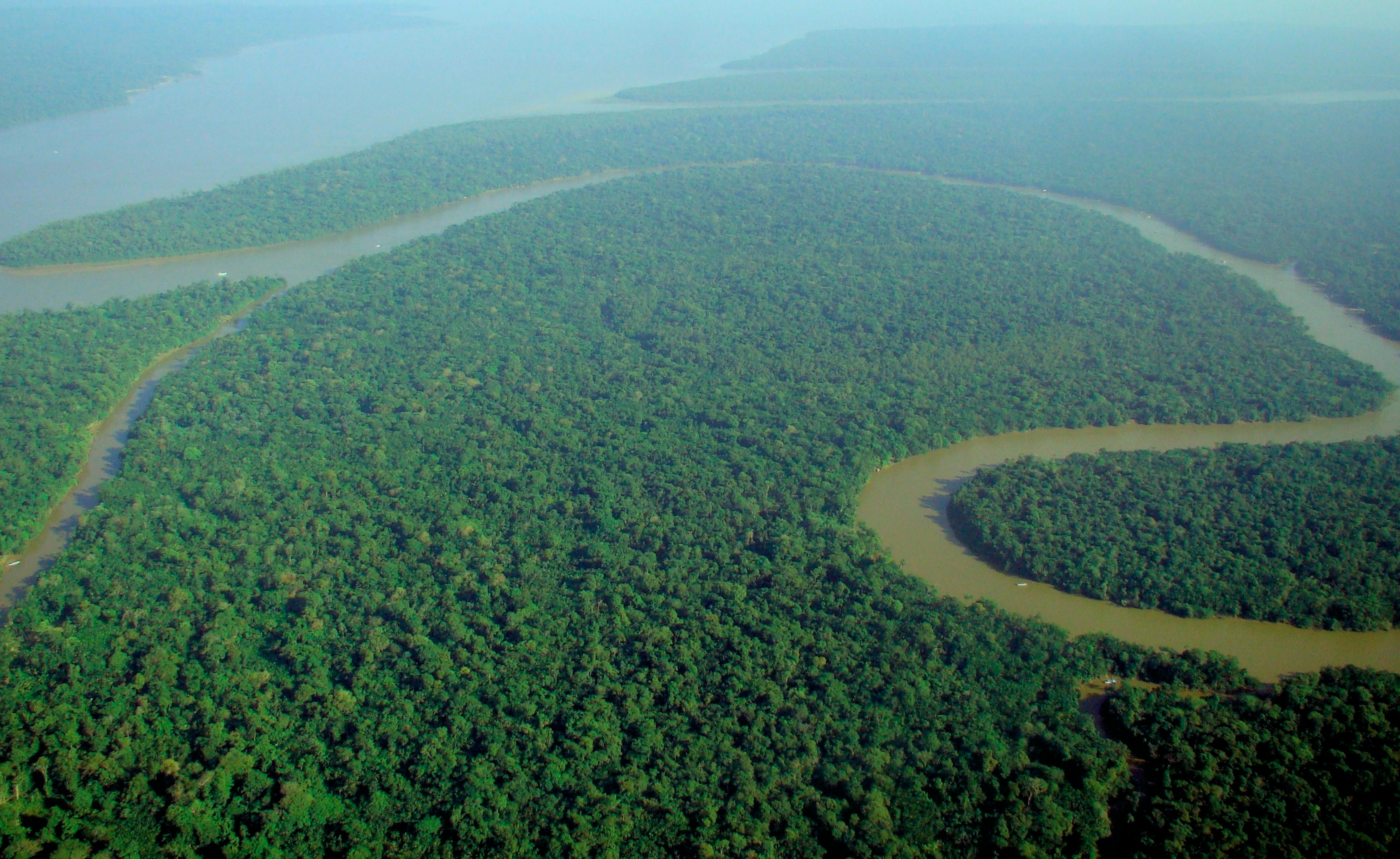
En la imagen el Amazonas

La imagen de los Land Rover avanzando por la selva rebasó el mundo meramente del patrocinio y la promoción de ventas. Así Hertzer y Wolfrum (2003, p. 53) lo utilizaron para explicar algunas diferencias entre los sexos masculino y femenino en su obra Por qué los hombres se equivocan y las mujeres se confunden. Indicaban que una prueba de aquella índole no era propia de mujeres, pese a reconocer la presencia femenina con resultados relevantes.
Siguiendo a los dos autores anteriores, la repercusión de la prueba fue más profunda entre los hombres, hasta el punto de constituir un símbolo en sí misma a finales del siglo XX, como reflejó Enrique Revuelta (1987, p. 101 y siguientes) en su trabajo El libro de la aventura, en el cual dedicaba dos capítulos a la prueba, considerándola como «la aventura de nuestro tiempo, en la cual no se busca beneficio material ni descubrimientos científicos, sino el mero hecho de afrontar adversidades para superarlas con ingenio y destreza». Sin embargo no todos los comentarios fueron positivos, llegando a clasificarlo de "pseudodeporte" incluso contrario al respeto medioambiental.

### Para el mundo de la publicidad y el marketing
En el mundo publicitario y de los todoterreno el Camel Trophy escribió un capítulo propio al ser «la promoción más famosa que se recuerda», en palabras de Casteleiro Villalba y Navarro Gutiérrez (2007, p. 247), o «las Olimpiadas de los 4X4», según Sue Mead (1996, p. 44). Ambas frases dan idea de su éxito en el campo de la mercadotécnica y el deporte motorizado.
La promoción constituyó un ejemplo de libro, literalmente, sobre cómo conseguir asociar una marca con unos determinados valores determinados de una forma exitosa. Por parte del otro patrocinador, autores como Víctor López Pastor (1998, p. 505) han afirmado que Land Rover llegó a ser líder mundial de ventas en el segmento de los todoterreno, extremo este no reflejado por expertos en la firma, como Nicola R. Hothi (2005, p. 94).
El éxito en este campo aumenta si se tiene presente que se trató de varias acciones de marketing diferentes emprendidas por dos, o incluso tres, patrocinadores con intereses también diferentes, pero que lograron converger con un éxito considerable. Con todo, para las dos empresas que soportaron la prueba durante dos décadas la relevancia no se discute:
- La tabacalera Reynolds, quien contribuía con parte de los gastos, encontró una fórmula coherente de difundir los valores que se deseaban asociar al cigarrillo, en palabras de Casteleiro Villalba y Navarro Gutiérrez (2007, p. 248), como exotismo, resolución, naturaleza salvaje... Sin embargo, esa imagen del hombre viviendo una aventura en solitario fue abandonándose progresivamente.
- Para la firma Land Rover fue una promoción de ventas de gran éxito, independientemente de si llegó a ser líder de ventas o no. Ya realizó varias más en años anteriores dando asistencia a otras expediciones,[44] pero en esta pudo mostrar mejor las capacidades y robustez de sus vehículos, más aún si cabe teniendo el apoyo multimillonario de una tabacalera como la estadounidense que mostró sus máquinas en televisión y otros medios.[45] Esto pudo influir en que Land Rover llegase a ser una de las divisiones más rentables, o la más rentable, de la marca y la razón principal de ser adquirido todo el grupo por BMW, según Hothi (2005, p. 94) y otros. Pero, al contrario que Camel, sí trató de seguir con una prueba parecida y en su publicidad continuó haciendo referencia a gente que visita lugares exóticos con sus 4x4.[46]

### Para el país anfitrión

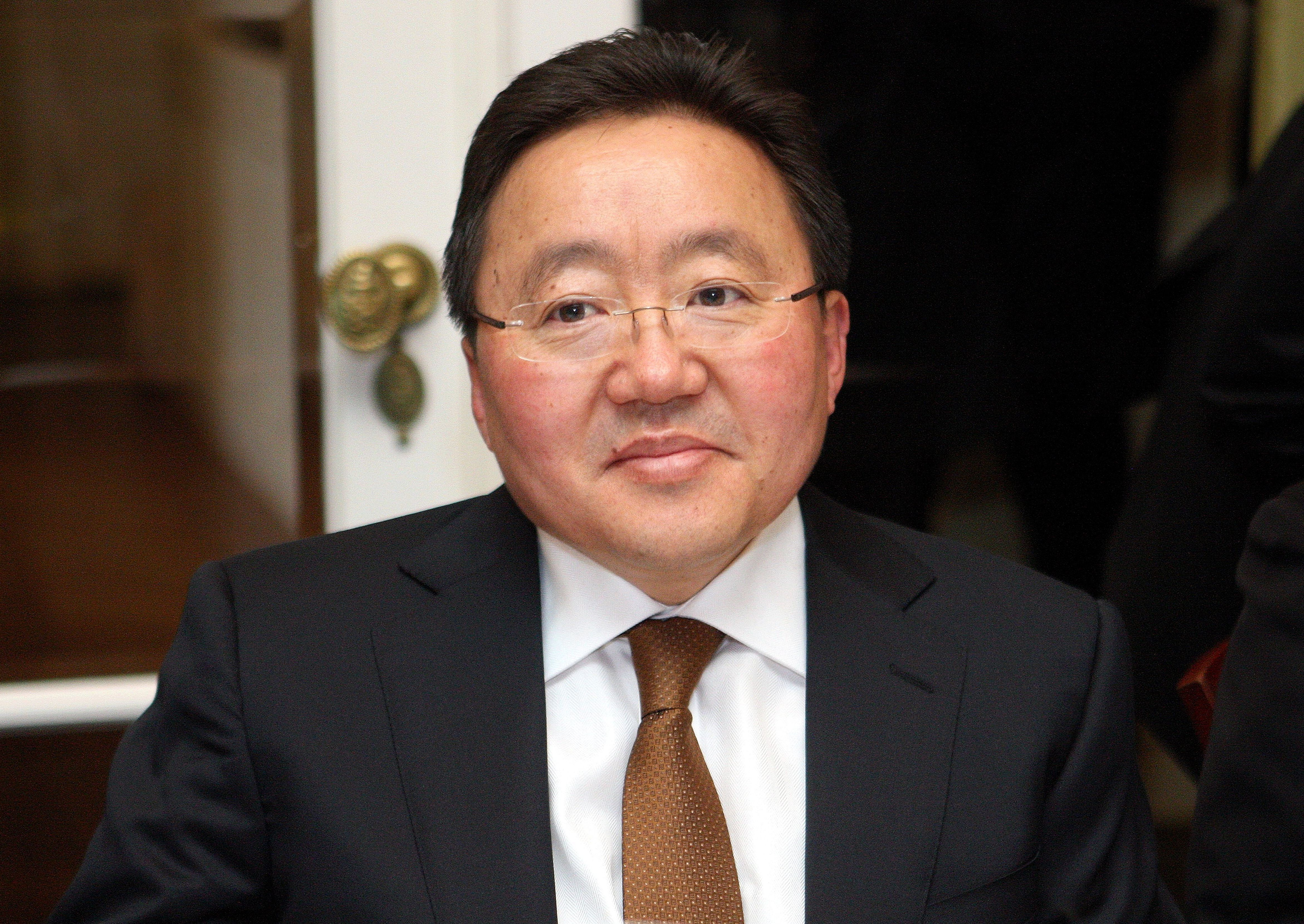
Tsakhiagiin Elbegdorj, primer ministro mongol, dio personalmente la salida en 1997.

La caravana de todoterrenos pintados en un amarillo anaranjado se presentaba como una ocasión de promocionar al país anfitrión y sacarlo en numerosos medios de comunicación de alcance mundial, junto al respectivo líder en determinadas ocasiones. Como su propio nombre indicaba, el Camel Trophy transcurría en un primer momento por regiones tropicales, las cuales generalmente pertenecen a países no siempre presentes en las agencias de los medios de comunicación internacionales. Algunos como Siberia o el Amazonas no necesitaban más presentación, la URSS/Rusia y Brasil eran conocidos, pero no así otros como Sumatra, Burundi o Papúa-Nueva Guinea y el interés que comenzó a despertar esta prueba en televisión y prensa ya era considerable desde las primeras ediciones. Más aún teniendo en cuenta que varios países por donde circulaba la prueba eran casi un feudo de dictadores, generalmente deseosos de proyectar una imagen positiva de su país y de sí mismos en última instancia, un caso fue Mobutu Sese Seko que acogió la cuarta edición de 1983 y primera disputada en África, el dictador del Zaire ya trató de dar a su nación renombre internacional con espectáculos como la velada de boxeo protagonizada por Mohamed Alí y George Foreman en 1974. Otro ejemplo se vivió en la decimoctava edición de 1997 celebrada en Mongolia. El primer ministro Tsakhiagiin Elbegdorj acudió a la salida para desear suerte a los participantes y, tras la ceremonia de apertura celebrada en la capital del país, iniciar la marcha conduciendo él mismo uno de los Discovery.
El Camel Trophy llegó incluso a condicionar las agendas de personas ajenas a la misma, como en Samoa, según indica el ya citado Arlene Griffen (2006, p. 115). Al mismo tiempo, se realizaban ceremonias de bienvenida o despedida, utilizadas para difundir al mundo las bondades de cierto régimen o sus maldades, como sucedió en 1990 con la URSS de la Perestroika y los independentistas bálticos concentrados en la Plaza Roja de Moscú. También es verdad, informa Eric Tschumi (1989, p. 7) que pasar por tal o cual país dependía de las muchos o poca trabas administrativas puestas por los distintos gobiernos, tanto es así que algunas naciones repitieron tres y más veces, cuando muchas otras con terrenos selváticos nunca fueron visitadas. Es necesario también tener presente que la prueba no siempre transcurría en un solo país, lo que causaba más expectación a las naciones vecinas durante la espera o la despedida.

### Para los participantes

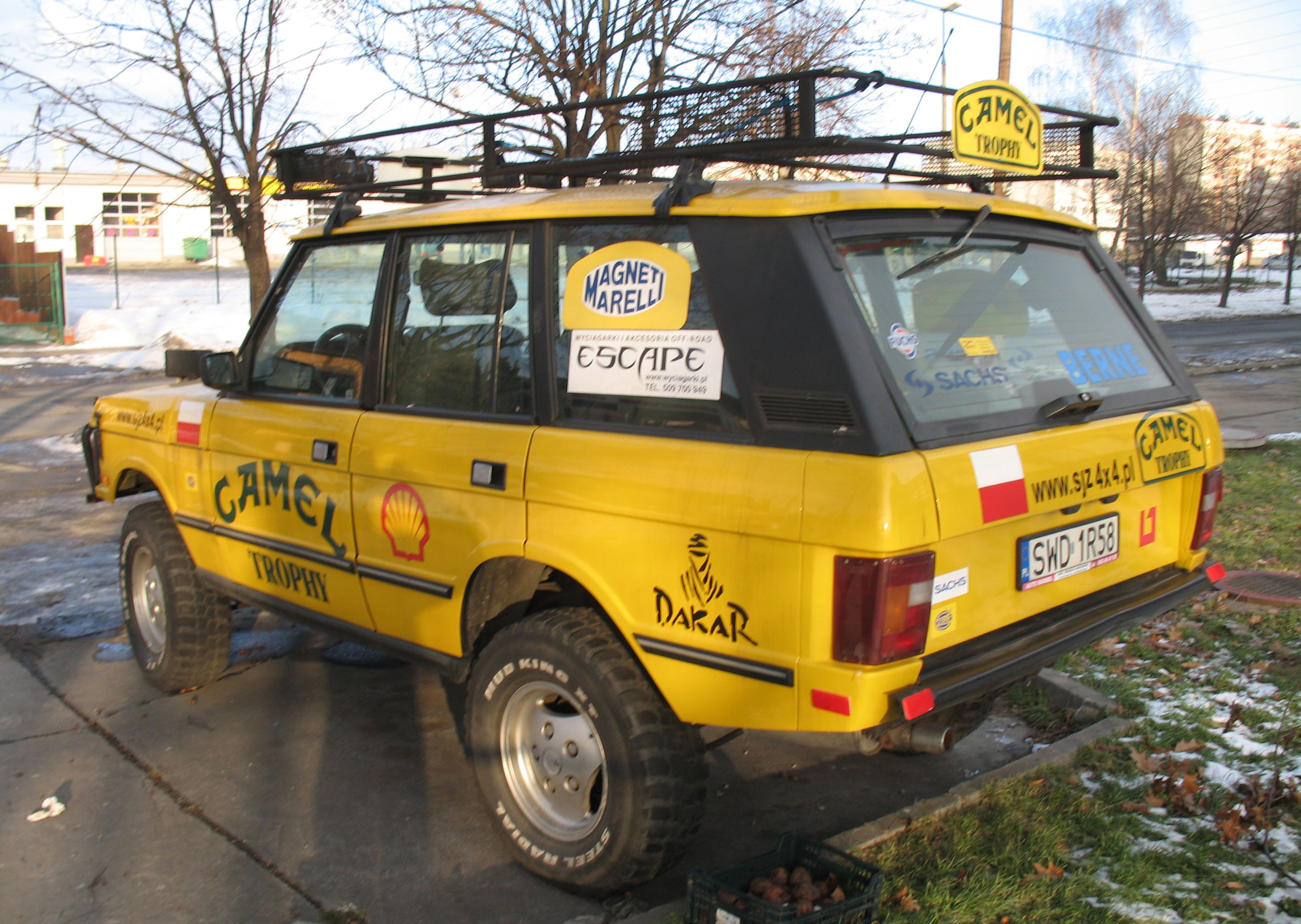
Range Rover Camel Trophy en Kraków, Polonia. Cada plaza en un 4 x 4 como este tenía miles de candidatos.

Para los participantes constituyó una experiencia muy difícil de repetir y que los marcaba para toda su vida. Un rally-aventura, recordado con tristeza por autores como Pérez Henares (2006), con un espíritu propio que los participantes deseaban mantener vivo años después uniéndose a distintos clubs con páginas en Internet anunciando reuniones y otros eventos para mantener vivo dicho espíritu. Siendo, según Ralph Hosier (2011, p. 19), una prueba legendaria en los círculos de Land Rover, caracterizada por su particular tono amarillo anaranjado de las ropas lucidas generalmente por los participantes y siempre por los vehículos.
Participar en el Camel Trophy no era como en el Rally Dakar y otros, cuestión de capacidad económica, constituía un privilegio, pues en cada país se recibían solicitudes por miles, decenas de miles o incluso más; para participar solo dos personas, a lo sumo cuatro, si una nación contaba con dos equipos. Sin embargo, al igual que países como Indonesia o Brasil repitieron, algunos participantes intervinieron en varias ediciones distintas; no representando a su país, al estar permitido competir una única vez, pero sí como apoyo en las expediciones y en las selecciones previas.
Dicha sensación de privilegio incrementaban los requisitos para participar. Entre los mismos resultaba imprescindible y básico contar con un buen nivel de inglés, considerables conocimientos de mecánica y capacidad para trabajar en equipo, tanto en el propio como ayudando a otros. A ellos debían añadirse otras cualidades técnicas como sería la pericia con el volante, la serenidad en situaciones difíciles y arriesgadas o la capacidad de aguante en climas con temperaturas y humedades muy elevadas, típicos de todos los Camel Trophy hasta la llegada de en Asia central o América del Sur. Unido a esto, los Camel Trophy constituían una oportunidad para demostrar la capacidad de no rendirse ante las adversidades. La fuerza no era tan importante como el ingenio para sacar a los vehículos de los ríos o superar las grandes zanjas, empleando cada equipo los medios que considerara necesarios. Además permitía vivir un espíritu de solidaridad y apoyo mutuo.

## Críticas al Camel Trophy
Los defensores de la prueba han alegado en su favor los regalos y otras donaciones dejados en forma de puentes reparados o edificios construidos, como el levantado en Malasia en 1993. De la misma forma, numerosos vehículos de la organización fueron donados a distintas instituciones para todo tipo de fines benéficos.
Sin embargo, las críticas a la prueba también han sido numerosas. Autores como Víctor López Pastor (1998, p. 506 y siguientes) lo calificaron de "pseudoambientalismo y pseudodeporte", tanto al Camel Trophy como sobre todo a sus imitadores, debido a su gran y muy variado impacto sobre la naturaleza. El rally reunía doce de los catorce ataques medioambientales que las acciones humanas producen en el medio, según clasificación de AEDENAT. Estas eran:
1. Contaminación acústica.
2. Contaminación atmosférica.
3. Contaminación del suelo.
4. Contaminación de las aguas.
5. Erosión.
6. Molestias a la fauna.
7. Vertido de basuras.
8. Daños sobre el paisaje por vadeos o daños a fincas, ganado y cultivo.
9. Riesgo de atropello a persona y fauna.
10. Aumento de riesgo de incendios.
11. Daño sobre el patrimonio histórico y artístico.
12. Daños en caminos rurales y de montaña.

Tanto es así que algunas pruebas fueron suspendidas ante las protestas de los ecologistas. El autor se centra más en el aspecto de la educación, afirmando que amar la naturaleza, o decir amarla, no es suficiente como para respetarla. Su disfrute puede hacerse también a costa de la misma, destruyéndola cruzado ríos, subiendo laderas o, simplemente, accediendo a lugares que antes no se podía y, por tanto, constituía el último refugio de los animales salvajes.